# 纳尔逊·曼德拉
納爾遜·罗利拉拉·曼德拉（1918年7月18日—2013年12月5日），特蘭斯凱人，南非反種族隔離活动家、政治家，曾担任非国大主席、南非总统与不结盟运动秘书长。
出生于酋长家庭的曼德拉是积极的反种族隔离人士，任非洲人國民大會武裝組織民族之矛領袖。當曼德拉領導反種族隔離運動時，南非法院曾判处他「密謀推翻政府」等罪名，曼德拉前后共服刑26年半，其中有約13年在羅本島的监狱度過。1990年3月14日出獄後，曼德拉領導調解與協商，並在推動多元族群民主的過渡期挺身領導南非。自種族隔離制度終結以來，曼德拉受到了來自各界的讚許，包括從前的反對者。曼德拉在40年來獲得了超過一百項獎項，其中最顯著的便是1993年的諾貝爾和平獎。
1994年至1999年間，曼德拉担任南非總統，是第一个由全面代議制民主選舉選出的南非元首。他任内致力于废除种族隔离制度、实现种族和解，以及消除贫困不公。作为非洲国家主义者和民主社会主义者，他在1991年至1997年間任非洲人国民大会主席，1998年至1999年間任不结盟运动秘书长。
2013年6月，曼德拉因肺部感染而病危，在住院86天後於9月出院回到約翰內斯堡的家中，並過了95歲的生日。同年12月5日，南非總統雅各布·祖瑪宣布，長期苦於腎臟感染的前總統曼德拉在當天於家中病逝，享壽95歲。
由于曼德拉的功绩，他被廣泛視作南非的国父。2005年，南非广播公司举办了「最伟大的南非人」票选活动，结果曼德拉被选为最伟大的南非人。他作为南非政界元老，持續對時事話題發表他的見解。在南非，他普遍被暱稱為馬迪巴（Madiba），這是曼德拉家族中長輩對他的榮譽頭銜，而此稱謂也變成了曼德拉的同義詞。

## 年輕時期

### 童年：1918年－1936年
1918年7月18日，曼德拉出生于当时由开普省管辖的乌姆塔塔镇姆韦佐村（Mvezo），起名为“罗利拉拉”（Rolihlahla），在科萨语口语中意为“捣蛋鬼”。后来，以他的族名“马迪巴”（Madiba，意为“调解人”）扬名。他的曾祖父兀贝祖加（Ngubengcuka）是位于现东开普省特蘭斯凱地区的滕布族的统治者。这位国王的其中一个儿子姓曼德拉，是纳尔逊的祖父，也是他姓氏的由来。但由于曼德拉的母亲来自于伊奇巴家族，是所谓的“左方王室”，所以他的后代属于皇室家族支系的贵贱联姻所生，没有资格继承王位，但被誉为世袭的皇家顾问。他的父亲加德拉·亨利·姆帕加尼斯瓦（Gadla Henry Mphakanyiswa）出任地方长官和皇室参赞；他的上一任被指控收受一名白人地方官的贿赂后，他于1915年被委派上任。1926年，加德拉也因贪污遭解雇，但纳尔逊所得知的版本是父亲由于勇敢抵抗地方法院的无理要求而被辞退。加德拉信奉非洲的创世主卡马塔（Qamata），是一夫多妻主义者，共娶了四个妻子，育有四儿九女，他们分别住在不同的村里。纳尔逊的母亲是加德拉的第三房妻子诺塞凯尼·范妮（Nosekeni Fanny），她是右方王室科达玛的女儿，也是科萨族的阿玛穆培武支系的一员。
曼德拉后来回忆说他的早年生活充斥着“习俗、宗教仪式和禁忌”。他与两个姐妹在母亲所在的库努村的一家茅舍里长大。他是个放牛娃，大部分时间和其他男孩在外面玩耍。他的父母都是文盲，但他的母亲是一名虔诚的基督教徒，在他七岁时把他送去了一家本地的循道宗学校读书。曼德拉受洗成为基督教徒后，他的老师为他取名为“纳尔逊”（Nelson）。曼德拉快9岁时，他的父亲到库努村逗留期间死于某种尚未确诊的疾病，曼德拉认为父亲得的是肺病。父亲死后，曼德拉有种“被抛弃”的感觉，他后来说自己继承了父亲“骄傲不羁的叛逆精神”和一种“顽强执着的公平信念”。
曼德拉的母亲把他带到了南非村庄姆凯凯兹韦尼（Mqhekezweni）的“胜地”大殿（"Great Place" palace），把曼德拉托付给滕布族的摄政王琼金塔巴·达林迪耶博酋长（Chief Jongintaba Dalindyebo）养育。虽然曼德拉在此后的多年无法与母亲相见，但他感到琼金塔巴和他的妻子诺英格兰德待他如亲生孩子，把他与他们的儿子贾斯蒂斯（Justice）以及女儿诺玛富（Nomafu）一起培养。由于曼德拉和他的养父母每周日都参加礼拜，基督教精神成了他人生很重要的一部分。他在大殿旁的一家基督教教会学校上学，学习英语、科萨语、历史和地理。他开始逐渐喜欢上非洲的历史，聆听到访大殿的长辈所讲的故事，并开始受到乔伊酋长反帝国主义思想的影响。但当时的曼德拉却认为欧洲的殖民者是恩人，而不是压迫者。16岁时，曼德拉、宙斯提斯和其他几名男孩到恰拉哈（Tyhalarha）接受割礼，标志着正式步入成年阶段；仪式结束后，曼德拉被赐予“达利本加”（Dalibunga）的名字。

### 克拉克伯里、希尔德顿与黑尔堡：1936年－1940年

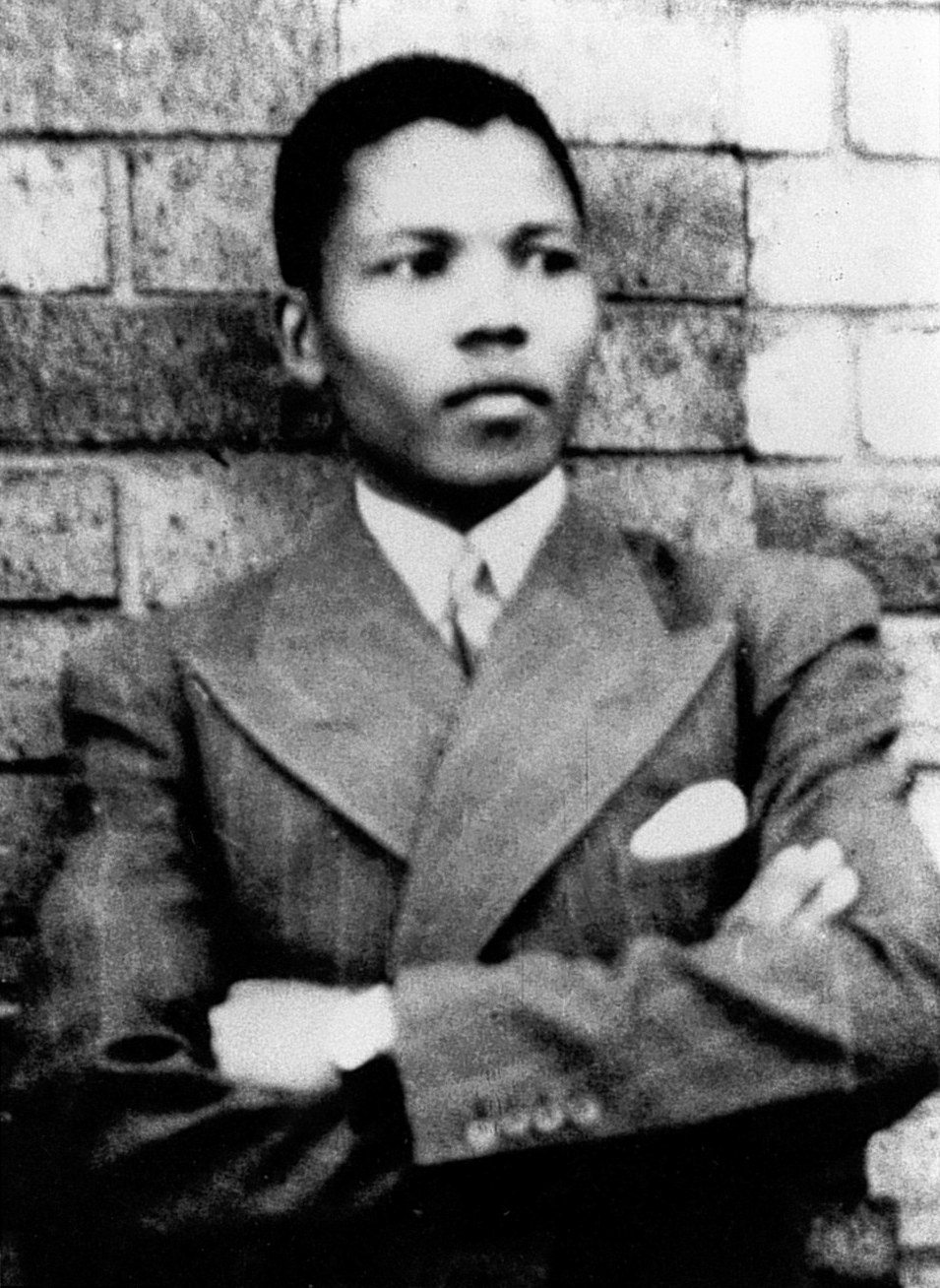
1937年時的纳尔逊·曼德拉

为了掌握成为滕布王室枢密使的必要技能，曼德拉到恩格科波的克拉克伯里寄宿学校（Clarkebury Boarding Institute）就读中学课程，该学校是滕布兰地区为非洲黑人所设的最大的西式中学。迫于与其他学生以平等的地位交往，曼德拉称他一改傲慢的姿态，第一次和一名女生成了最好的朋友；他开始参加体育运动，逐渐爱上园艺并成了他一生的爱好。曼德拉仅用了两年完成了中学学业后，1937年，他转学到希尔德顿综合学校（Healdtown Comprehensive School）。希尔德顿是位于博福特港的一家基督教教会学院，包括贾斯蒂斯在内的大部分滕布王室成员都在此就读。校长强调英语文化和政府的优越性，但曼德拉对非洲本土文化愈发感兴趣，结交了人生中第一位讲塞索托语的非科萨族朋友，并逐渐受到他特别喜爱的一位老师的影响。这位老师是科萨人，但却打破了禁忌与一名索托人结婚。曼德拉花大量的空余时间进行长跑和拳击，于是在入学第二年成了协助老师管理学生纪律的级长。
在养父琼金塔巴的支持下，曼德拉到了黑尔堡大学（University of Fort Hare）攻读文学学士学位。该大学是位于东开普省艾丽斯镇的一所精英黑人院校，约有150名学生。入学第一年，曼德拉修了英语、人类学、政治、地方行政管理以及罗马-荷兰法律等课程，立志成为土著事务部（Native Affairs Department）的口译员或文员。曼德拉住在韦斯利公寓楼，和他的亲戚凯泽·达利旺加·马坦齐马（K.D. Matanzima）以及奥利弗·坦博（Oliver Tambo）成了好朋友。其中，奥利弗在此后数十年一直是曼德拉的挚友和战友。曼德拉不但延续了他对体育运动的兴趣，而且还开始跳交谊舞，参加戏剧社一部关于亚伯拉罕·林肯的戏剧演出，并加入学生基督教协会，为当地社区办圣经班。虽然曼德拉有不少朋友加入非洲人国民大会以及反帝国主义运动，希望南非独立，但曼德拉避免参与其中，并在二战爆发时声援英国在大战中所做的努力。他还协助成立大一新生的内务委员会，对大二学生的主导地位提出异议，并于大一末时参加学生代表委员会（Students' Representative Council）的食品质量抗议行动，为此他被勒令停学处分；最终他没有拿到学位就退学了。

### 抵达约翰内斯堡：1941年－1943年
1940年12月，曼德拉回到姆克海凯泽韦尼，得知琼金塔巴为自己和贾斯蒂斯分别安排了婚事；他们为此感到惊慌失措，因此一起经由昆士敦港逃到了约翰内斯堡，于1941年4月到达。曼德拉在皇冠矿找到了一份守夜者的工作，这是他“第一次见识到南非的资本主义”，但工头發现他是离家出走之后便把他辞退。曼德拉在乔治·歌赫镇的一位亲戚家逗留期间，被介绍认识了一位房地产商兼非国大积极分子沃尔特·西苏卢（Walter Sisulu）。他给曼德拉在一家名为“维特金、西德尔斯基和埃德尔曼”（Witkin, Sidelsky and Eidelman）的律师所找了一份见习律师的工作。律所的经营者是一位支持自由主义的犹太人拉扎尔·西德尔斯基（Lazar Sidelsky），他对非国大的运动表示赞同。在律所，曼德拉结识了一位非国大和共产党的成员高尔·雷德贝（Gaur Redebe）和一位犹太裔共产党员纳特·布雷格曼（Nat Bregman），布雷格曼成了曼德拉的第一位白人好友。通过参加共产主义演讲和聚会，曼德拉深刻地感受到欧洲人、非洲人、印第安人和有色人种是可以平等共处的。曼德拉越来越关心政治，并于1943年8月参与了一场联合抵制公车的游行，阻止了票价上涨。同时，曼德拉继续接受高等教育，他报读了一家南非大学的函授课程，每晚花时间自主攻读他的学士学位。
曼德拉薪资微薄，在亚历山德拉镇的科马（Xhoma）家族大宅租了一间房子；尽管当地的贫困、犯罪和污染问题严重，亚历山德拉镇（Alexandra）对曼德拉而言一直是“一片宝地”。曼德拉虽然过着穷困的生活并因此感到窘迫，但他曾追求过一名斯威士女子，后来追求他房东的女儿但并不成功。为了省钱并住得离约翰内斯堡市中心近一些，他住进了维瓦特斯兰本地劳工协会（Witwatersrand Native Labour Association）的大院，和各个部落的矿工一起生活；由于大院是“出访酋长们的中途驿站”，曼德拉在这里曾与巴苏陀兰的摄政王后见面。1941年底，琼金塔巴到访，原谅了曼德拉离家出走的事。在返回滕布兰德的路上，摄政王逝世于1942年冬天；曼德拉和贾斯蒂斯晚到了一天，错过了他的葬礼。1943年初通过了学士学位考试后，曼德拉回到了约翰内斯堡走上了律师的从政之路，而没有留在滕布兰德担任枢密使。他后来回忆称自己并不是突然顿悟，而是“就这么自然而然去做了，而且只能这么做”。

## 革命活动

### 法律学习与非国大青年联盟：1943年－1949年

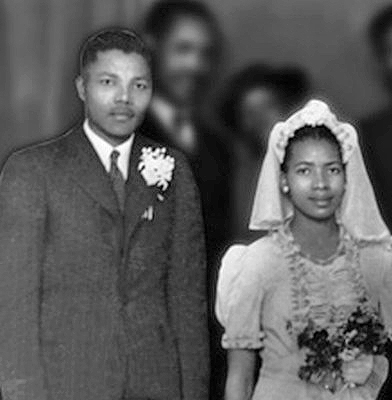
1944年7月班图男士社交中心，曼德拉和伊芙琳·梅斯参加沃尔特和艾伯蒂娜·西苏卢（Albertina Sisulu）的婚礼。

曼德拉到金山大学攻读法律，他是当时唯一一名非洲本土学生。尽管面对种族歧视，他结交了一些信奉自由主义和共产主义的欧洲、犹太和印第安学生，其中包括乔·斯洛沃（Joe Slovo）、哈里·施瓦茨（Harry Schwarz）和露絲·弗斯特。加入非国大后，曼德拉越发受到西苏卢的影响，经常和包括老朋友奥利弗·坦博在内的一群积极分子聚集在西苏卢的奥兰多公寓里。1943年，曼德拉遇见了安东·伦贝德（Anton Lembede）。伦贝德是一名非洲民族主义者，他强烈反对组成反殖民主义和帝国主义的种族统一战线结盟。虽然曼德拉与非黑人以及共产主义者结成好友，但他同意伦贝德的观点，认为非洲黑人在争取政治上的自治权时应完全自成一队。经商议，曼德拉等人决定有必要成立一支青年组织，以集中动员非洲人站起来反抗压迫。随后，包括曼德拉在内的一支代表团到索菲亚镇非国大主席阿尔弗雷德·比蒂尼·杜马（Alfred Bitini Xuma）的家里提出商议此事；非洲民族大会青年联盟于1944年复活节周的周日在伊洛夫街的班图男士社交中心正式成立，伦贝德担任联盟主席，曼德拉为执行委员会中的一员。
曼德拉在西苏卢家遇见了伊芙琳·梅斯。梅斯来自特兰斯凯的恩格科波，是一名非国大的积极分子，当时正在接受护士培训。曼德拉和梅斯于1944年10月5日结婚，先是在梅斯的亲戚家住了一段时间，后来他们在1946年初租了奥兰多的第8115号房。他们的第一个孩子马迪巴·滕贝基莱（Madiba Thembekile）出生于1945年2月；第二个孩子名为马卡齐韦（Makaziwe），出生于1947年，但出生后九个月死于脑膜炎。曼德拉享受家庭生活，他欢迎母亲和姐妹莉比（Leabie）到家中一同生活。1947年初，他在“维特金、西德尔斯基和埃德尔曼”律所的三年见习期结束，他决定成为全日制学生，靠班图福利信托基金维持生计。
1947年7月，曼德拉把生病的伦贝德火速送到医院，后者不治而死；非国大青年联盟主席的位置由态度更温和的彼得·姆达（Peter Mda）接任，彼得同意与共产主义者以及非黑人合作，并任命曼德拉为非国大青年联盟的秘书。曼德拉不同意姆达的方式，1947年12月他支持一项把共产主义者逐出非国大青年联盟的法令，认为他们的意识形态与非洲人的不合，但最终并未成功。1947年，曼德拉被选进德兰士瓦省非国大的执行委员会，属于省委主席拉莫哈努（C.S. Ramohanoe）的管辖之下。拉莫哈努违背德兰士瓦执行委员会所愿，与印第安人以及共产主义者合作，包含曼德拉在内的众人强迫他辞职。
1948年的南非普选中，只有白人可投票选举，结果丹尼尔·弗朗索瓦·马兰（Daniel François Malan）领导的以南非白人为主导的重新联合国民党当权，不久该党与阿非利加党合并组成国民党。国民党公然地进行种族歧视，编写新的种族隔离法律，推广种族隔离。曼德拉在非国大中的影响力越来越大，他和其他骨干分子受到南非印第安人社区的策略的影响，开始提倡采取反种族隔离的直接行动，如：联合抵制和罢工等。旭玛不支持这些措施，通过大会对他投的不信任票后被罢免主席一职。取而代之的是詹姆斯·莫罗卡（James Moroka）主席和一个更激进的内阁，其中包括西苏卢、姆达、坦博和戈弗雷·皮切（Godfrey Pitje）；曼德拉后来讲述道“至此，我们带领着非国大走上了一条更激进和革命的道路”。由于把时间花在了搞政治上，曼德拉在维瓦特斯兰大学的最后一年连续三次考试不及格；最终于1949年12月被拒绝授予学位。

### 不服从运动与德兰士瓦省非国大主席：1950年－1954年

非国大的三色旗

1950年3月，曼德拉取代旭玛在非国大全国执行委员会的位置。同月，捍卫言论自由大会于约翰内斯堡召开，聚集了非洲人、印第安人和共产主义积极分子，呼吁进行一次反种族隔离大罢工。曼德拉反对该罢工，因为这不是非国大领导的。但大部分黑人劳工参与其中，导致了越来越多的警方镇压和1950年《反共产主义法》的推行，影响了所有抗议组织的行动。1950年，曼德拉当选非国大青年联盟的全国主席；在1951年12月的非国大全国大会上，他继续坚持反对组建种族统一战线，但遭多数票否决。从那以后，他完全改变了原来的观点，开始支持种族统一战线的做法；受摩西·科塔内（Moses Kotane）等朋友以及苏联支持独立战争的影响，曼德拉也开始相信共产主义。他开始受到卡尔·马克思、弗里德里希·恩格斯、弗拉基米尔·列宁、约瑟夫·斯大林和毛泽东等人的理论的影响，接受辩证唯物主义。1952年4月，曼德拉开始到赫尔曼-米歇尔律师事务所（Helman and Michel），但是他对工作和政治行动的不断投入意味着与家人一起的时间更少了。
1952年，非国大着手准备一场与印第安人和共产主义者联合的反种族隔离不服从运动，成立了一个全国志愿者委员会招募志愿者。受甘地的影响，该运动决定采取非暴力抵抗的形式。有人认为这是伦理的选择，但曼德拉却认为这是实用的做法。6月22日在德班的集会上，曼德拉向聚集的10,000名群众发表演说，宣布抗议运动开始。曼德拉因此被捕并在短时期内软禁于马歇尔广场监狱。随着更多抗议的举行，非国大的成员由20,000增加至100,000名；政府的回应是实施大规模拘捕，提出1953年《公共安全法》以推出戒严令。5月，政府当局禁止德兰士瓦省非国大主席马克斯（J. B. Marks）公开露面；由于无法继续任职，他举荐曼德拉为继任者。尽管泛非主义者反对曼德拉的候选资格，他还是于10月份当选了地区主席。
1952年7月30日，曼德拉因触犯《反共产主义法》被捕，包括曼德拉在内的21名被告（其中还包括莫洛卡、西苏卢和南非印第安人大会领袖达度）在约翰内斯堡法庭受审。最终，他们的“反共”罪名成立，被判服9个月苦役并缓刑2年。12月，曼德拉被下禁令六个月内不能出席会议或与多于一人以上的群体谈话，使他无法执行主席职务。不服从运动逐渐消停。1953年，安德鲁·库内内（Andrew Kunene）在德兰士瓦省非国大会议上朗读曼德拉的“自由路漫漫”演讲；该讲题援引自印度独立运动领袖贾瓦哈拉尔·尼赫鲁所讲过的一句话，尼赫鲁对曼德拉的思想产生了巨大的影响。演讲中列出了一套以防非国大遭禁的应变计划。这个曼德拉计划，或称为M计划是把整个大会拆分成各个领导力更集中的细化组织。
曼德拉通过了资格考试，成了完全合格的律师。他先是在特布兰赫-布里吉什律师事务所（Terblanche and Briggish）工作，后到自由主义者经营的赫尔曼-米歇尔律师事务所工作。1953年8月，曼德拉和奥利弗·坦博在约翰内斯堡市中心开了一家名为“曼德拉与坦博”的律所。这是国内唯一一家非洲人开的律所，很多愤愤不平的黑人到此求助，律所经常处理警方施暴案件。由于遭到政府当局的反感，律所的办公室许可证根据《种族分区法》被撤销，律所被迫迁往较偏僻的地方；因此，律所的客户日渐减少。曼德拉的次女玛卡齐韦·富米亚（Makaziwe Phumia）于1954年5月出生。尽管如此，曼德拉和伊芙琳的关系僵化，而且伊芙琳指控曼德拉通奸。有证据表明，曼德拉与非国大成员莉莲·恩戈伊（Lillian Ngoyi）以及秘书露丝·蒙帕蒂（Ruth Mompati）有奸情；不断有传言称后者怀了曼德拉的孩子，但该传言未经证实。曼德拉的母亲诺塞凯尼对他的行为心生厌恶，回到了特兰斯凯。伊芙琳信奉耶和华见证人，不能接受曼德拉沉迷于搞政治。

### 叛国罪审判：1955年－1961年
1955年2月，曼德拉参与阻止拆除约翰内斯堡的黑人城镇索菲亚镇的抗议失败后，得出的结论是非国大“别无选择，只能进行武装和暴力反抗”。他建议西苏卢求助于中华人民共和国，请求支援军备武器。但尽管中国支持反种族隔离斗争，中国政府认为该运动还不成气候，无法打游击战。在南非印第安人大会、有色人种大会、南非工会联合会和民主大会的共同参与下，非国大策划了一场人民大会，呼吁所有南非人为后种族隔离时代提建议案。鲁斯蒂·伯恩斯坦（Rusty Bernstein）负责根据人民的反馈起草了一份《自由宪章》，宪章中呼吁建立一个民主、非种族主义的国家，并将主要产业国有化。在1955年6月的克利普镇大会上，3000名代表与会并通过了宪章。虽然大会当场被警察镇压了，但《自由宪章》仍是曼德拉思想体系的核心部分。
1955年第二次禁令后，曼德拉出差到特兰斯凯与当地部落领袖探讨了1951年《班图权力法》的影响，并在探望了母亲和养母诺英格兰德后启程到开普镇。1956年3月，他收到了第三次禁止公开露面的禁令，限制他五年之内不能进入约翰内斯堡，但他常常违抗之。曼德拉的婚姻破裂，伊芙琳离开他，带着他们的孩子到他的弟弟家生活。1956年5月，伊芙琳发起离婚诉讼，称曼德拉曾对她施暴；曼德拉否认指控，并争取孩子的监护权。伊芙琳于11月撤销了离婚诉讼请求，但曼德拉于1958年1月提出离婚；离婚手续于3月办理完毕，孩子判由伊芙琳抚养。离婚诉讼期间，曼德拉开始追求一名社工温妮·马迪基泽拉并促使她参与政治，他们于1958年6月14日结婚。温妮后来参与到非国大的活动中，期间坐了数周的牢。
1956年12月5日，曼德拉与大部分非国大领导层因犯“严重叛国罪”而被捕。在群众的抗议声中，他们被关押在约翰内斯堡监狱，并于12月19日在排演厅接受了预审后准许保释。辩方的辩驳始于1957年1月9日，由辩护律师弗农·贝朗热（Vernon Berrangé）监督，并持续至9月休庭为止。1958年1月，奥斯瓦尔德·皮罗（Oswald Pirow）法官被任命审理此案，2月他裁定“有充分理由”把被告移至德兰士瓦省最高法院受审。1958年8月，正式的叛国罪审判于比勒陀利亚进行，被告成功申请把原来的三位与执政的国民党有关联的法官更换掉。8月，一项指控被撤销；10月，控方撤回起诉，并于11月重新递交一份新的控诉，指控非国大领导层因鼓动暴力革命而犯严重叛国罪。被告否认该项指控罪名。
1959年4月，那些不满非国大统一战线手段的激进泛非主义者成立了泛非主义者大会（泛非大）；曼德拉的朋友罗伯特·索布奎（Robert Sobukwe）当选泛非大主席，但曼德拉认为该组织“尚未成熟”。1960年5月，非国大和泛非大都举行反通行证运动。运动中，非洲人把本来法律规定必须随身携带的通行证烧毁。泛非大组织的其中一次示威游行中，警方向群众开火，造成沙佩维尔大屠杀，69名示威者死亡。曼德拉为表团结，当众烧毁自己的通行证。同时，全国各地骚乱爆发，政府宣布实行戒严令。政府采取紧急状态的措施，于3月30日抓捕曼德拉和其他积极分子，在未经起诉的情况下，直接把他们送进脏乱的比勒陀利亚地方监狱关押。非国大和泛非大也于4月被禁。这使得辩护律师很难与他们取得联系，而且根据此前的约定，叛国罪审判的辩方应退出抗议行动。8月底紧急状态解除后，被告从监狱释放，在庭上进行自我辩护。曼德拉利用空余时间于3月在纳塔尔省的彼得马里茨堡附近举行了一场全体非洲人会议，1400名反种族隔离代表与会，并同意进行一次不出门罢工行动，纪念5月31日南非成为共和国。1961年3月29日，经过长达六年的审讯后，法官们作出无罪的裁断，使政府难堪。

### “民族之矛”武装组织、南非共产党与非洲各国访问之旅：1961年－1962年

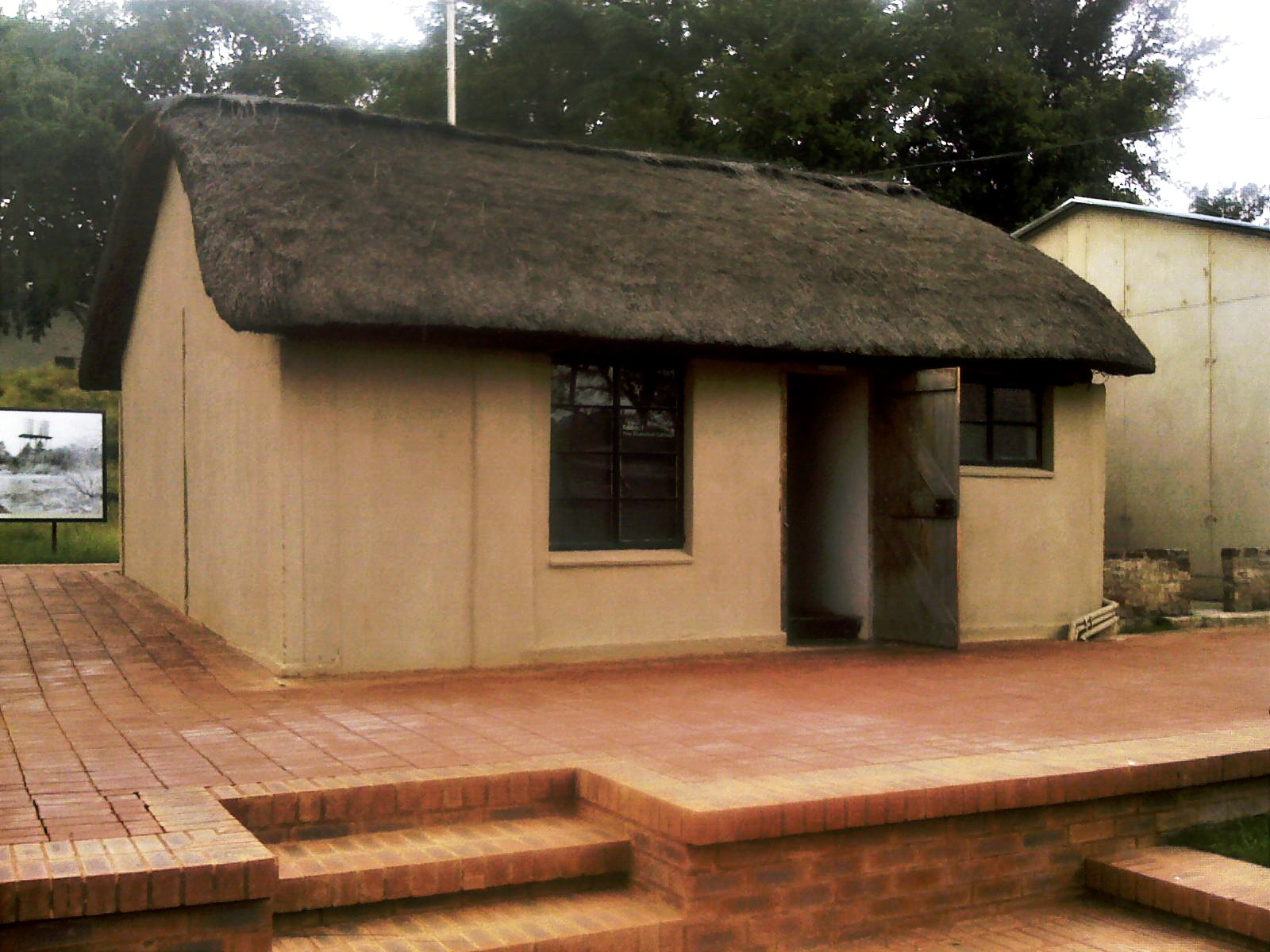
曼德拉曾经在农场上躲藏过的茅屋

曼德拉伪装成司机，微服出巡全国各地，组建非国大的新型细化架构并筹划5月29日的大型不出门罢工抗议活动。警方下令拘捕“黑花侠”（当时的曼德拉被称为“黑花侠”，套用自艾玛·奥希兹1905年发表的以法国大革命为背景的历史冒险小说《红花侠》）。曼德拉与记者们秘密会面，并且在政府阻止罢工失败后向政府发出警告称，很多反种族隔离积极分子不久后将通过泛非大的武装力量“波科”（Poqo，意为“非洲真正的主人”）等组织诉诸于暴力。他认为非国大应成立一支武装团队以引导其中一些暴力起义，并说服在道义上反对暴力的非国大领袖艾伯特·卢图利以及同盟的积极分子团体这么做的必要性。
受菲德尔·卡斯特罗在古巴革命中所领导的七二六运动的启发，曼德拉于1961年与担任南非共产党主席多年的乔·斯洛沃以及瓦尔特·西苏卢共同创立了“民族之矛”武装组织。成为这一激进组织的主席后，曼德拉从毛泽东和切·格瓦拉所写的关于游击战的禁书中汲取经验。民族之矛正式脱离非国大，后来成为非国大的武装联盟。大多早期的民族之矛成员是支持共产主义的白人；曼德拉在沃尔菲·科德什（Wolfie Kodesh）于伯利尔的公寓里藏了一段时间后，迁到一个位于里沃尼亚的属于共产党员的利利斯利夫农场（Liliesleaf Farm）。雷蒙德·姆赫拉巴（Raymond Mhlaba）、斯洛沃和伯恩斯坦也到这里会合，并共同整理了民族之矛的章程。虽然曼德拉否认曾加入南非共产党，但2011年发表的历史研究表明他从50年代末或60年代初起很有可能曾经加入了共产党一段时间。这一点在曼德拉死后得到了南非共产党和非国大的确认。据南非共产党称，在曼德拉1962年被捕时，他不仅是党员，还在党的中央委员会任职，但出于政治原因否认了这一点。

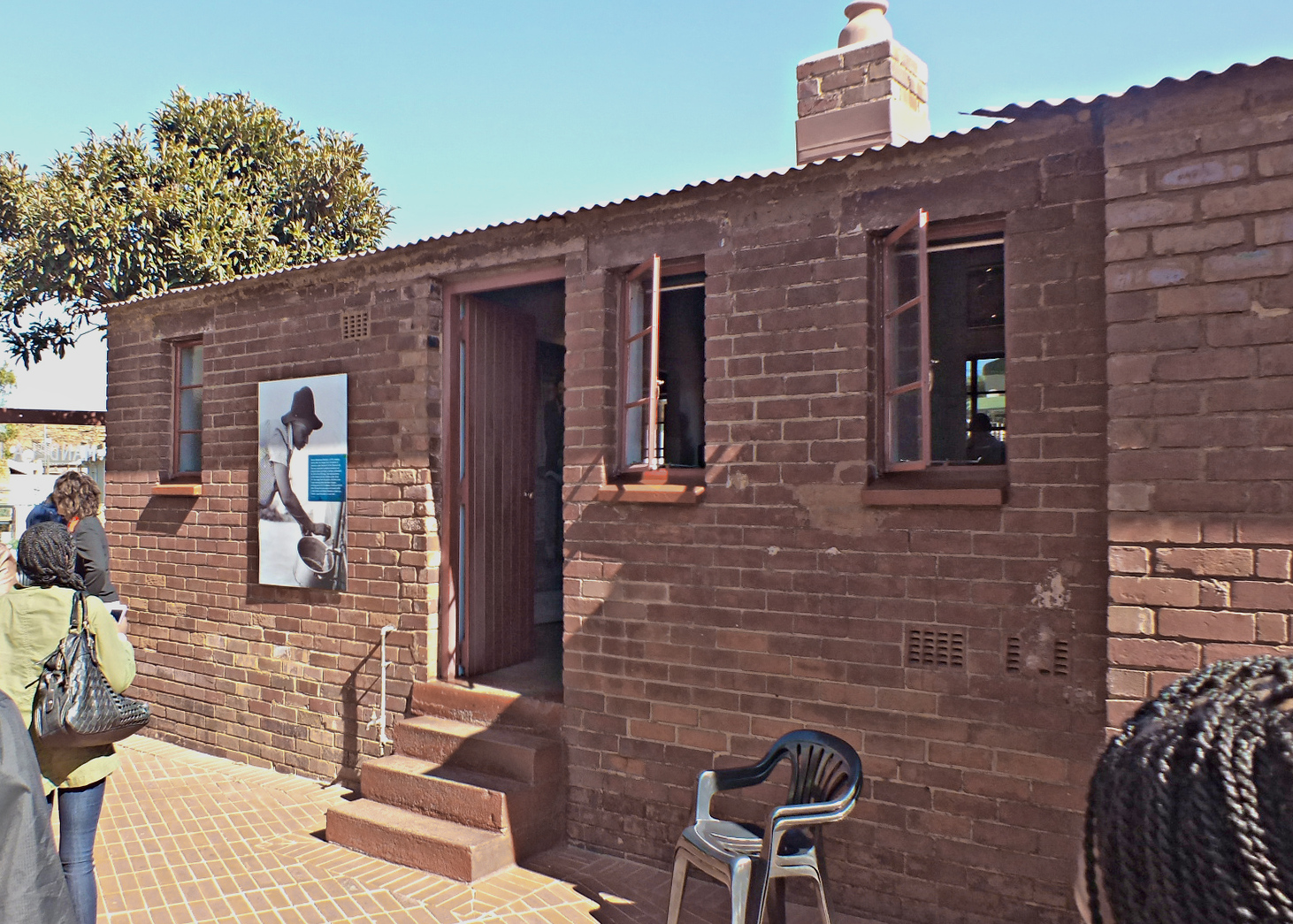
曼德拉在约翰内斯堡索韦托的故居

民族之矛以其细化架构的方式运作，采取破坏公共设施的行动，最大限度地对政府施压，同时尽量减少人员伤亡。破坏行动包括在夜深无人时炸毁军事设施、发电站、电话线路和运输系统。曼德拉称他们这么做不仅因为这是危害最小的方式，而且“因为这样不会导致人员死亡，并有利于以后种族间的和解”。他还指出“我们给民族之矛的成员下达严厉的命令，不支持危及生命的行为”，但如果这些策略都失败了，民族之矛将采取“游击战和恐怖主义行动”。非国大领袖卢图利获得诺贝尔和平奖不久后，民族之矛对外公开其存在，于1961年的和解日（12月16日）进行了57次轰炸，并在除夕发动又一轮攻击。
非国大同意派曼德拉代表组织到埃塞俄比亚的首都亚的斯亚贝巴参加1962年2月的东非、中非和南非泛非自由运动组织（PAFMECSA）大会。曼德拉秘密前往埃塞俄比亚，在会上会见了海尔·塞拉西一世并在塞拉西之后发表了讲话。会后，他到了埃及的开罗，借鉴了贾迈勒·阿卜杜·纳赛尔政治改革经验；随后到了突尼斯的首都突尼斯，该国总统哈比卜·布尔吉巴给他支助了5000英镑军备费用。他还到了摩洛哥、马里、几内亚、塞拉利昂、利比里亚和塞内加尔，接受了利比里亚总统威廉·杜伯曼和几内亚总统艾哈迈德·塞古·杜尔的资金支持。随后，他从非洲到了英国伦敦，会见了反种族隔离的积极分子、记者和著名的左翼政治家。从英国返回埃塞俄比亚后，他开始学习为期六个月的游击战课程，但仅进行了两个月就被召回南非。

## 监禁

### 拘捕与里沃尼亚审判：1962年－1964年
1962年8月5日，曼德拉和牧师塞西尔·威廉斯（Cecil Williams）在豪伊克附近被警方抓捕。很多团体涉嫌向警方告发曼德拉的行踪，包括在德班接待曼德拉的奈杜（GR Naidoo）、南非共产党的白人成员以及中央情报局。但曼德拉认为这些猜测都不可信，而是归咎于自己的大意，暴露了行踪。曼德拉的传记作者安东尼·桑普森（Anthony Sampson）认为，怀疑中央情报局的“传言尤其站不住脚”。曼德拉被关押在约翰内斯堡的马歇尔广场监狱，被指控煽动工人罢工以及未经国家批准擅自出国。由斯洛沃担任法律顾问，曼德拉在庭上自我辩护，他希望利用这次审判的机会表明“非国大在道义上反对种族主义”，同时大批支持者在庭外示威游行。曼德拉被移至比勒陀利亚后，妻子温妮可探视。他在狱中开始学习伦敦大学的函授课程，攻读法律学士学位（LLB）。审讯于10月15日开始，但他身穿传统的无袖皮夹克出庭，打断了庭审程序。他还拒绝传唤任何证人，并把辩护词变成了一场政治演讲。最终他被判有罪，判处5年有期徒刑；他离开法庭时，支持者高歌《天佑非洲》。
1963年7月11日，警方突击搜查利利斯利夫农场，抓捕了在农场里的人并搜出了记录民族之矛活动的文件资料，其中一些内容提到曼德拉。10月9日，里沃尼亚审判在比勒陀利亚最高法院开始，曼德拉及其同志被指控发动四次破坏公共设施事件以及共谋暴力颠覆政府。他们的首席原告珀西·尤塔尔（Percy Yutar）要求判他们死刑。夸图斯·德韦特（Quartus de Wet）法官不久后指出证据不足拒绝立案，但尤塔尔重新提交控诉，从12月至1964年2月作了为期数月的陈述案件，传唤了173名证人，并向法庭呈上了成千上万份文件和照片。
除了律师詹姆斯·坎特（James Kantor）所有指控均不成立外，曼德拉和其他几名被告承认组织破坏公共设施，但否认曾同意发动反政府的游击战。他们利用此次审判的机会，强调其政治运动的目的。抗辩程序开始时，曼德拉作了一次三小时的演讲。此次演讲是受卡斯特罗的“历史将为我平反”演讲的启发，尽管遭官方审查，仍被媒体广为报道，且被誉为曼德拉最精彩的演讲之一。审判引来了国际上的关注，联合国和世界和平理事会等国际机构发出释放被告的呼吁。伦敦大学學生會（University of London Union）投票选出曼德拉为主席，伦敦的圣·彼得大教堂为他举行夜间祷告。南非政府普遍认为曼德拉和他的共同被告是暴力的共产主义破坏分子，1964年6月12日，夸图斯·德韦特法官判曼德拉及其两名共同被告四项指控罪名成立，判决终身无期徒刑而不是死刑。

### 罗本岛：1964年－1982年

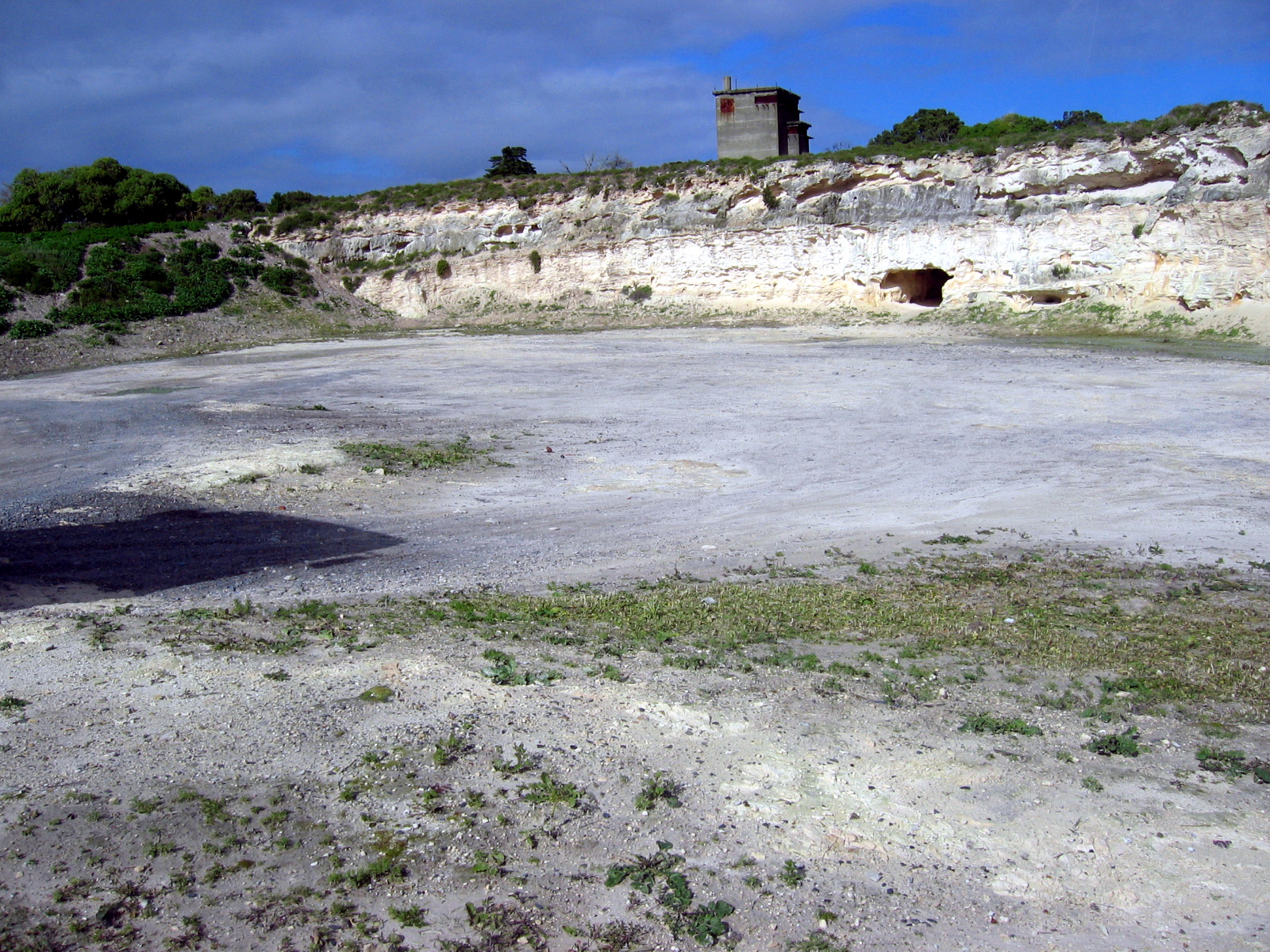
曼德拉和其他犯人在罗本岛石灰石矿上干苦役

曼德拉和他的共同被告被从比勒陀利亚转移到罗本岛的监狱，并在那儿连续关押了18年。曼德拉与B区的非政治囚犯分隔开，被关押在一个只有8x7英尺（即长2.4m宽2.1m）的潮湿的水泥牢房里，里面放了一张草垫给他睡觉。经里沃尼亚审判的囚徒遭几名白人典狱官的辱骂和体罚，日复一日负责把大石凿成碎石，直至1965年1月被调至石灰矿场干活。一开始，曼德拉被禁止戴墨镜，石灰折射的强光使他的视力永久性受损。他利用晚上的时间攻读LLB学位，但他不允许读报，曾几次因藏有偷带进来的报纸而被单独监禁。曼德拉被定为最低级，即：丁等囚犯，因此每六个月才允许一次探视和一封书信来往，但所有书信都被严格审查。
为改善监狱条件，政治囚犯会发起罢工和绝食，并将之视为小型的反种族隔离斗争，但曼德拉认为绝食不怎么起作用。非国大的囚犯把曼德拉、西苏卢、戈万·姆贝基（Govan Mbeki）和雷蒙德·姆赫拉巴（Raymond  Mhlaba）选为四人核心领导小组；同时，曼德拉也加入了一个代表岛上所有政治囚犯的小组“乌伦迪”（Ulundi），并通过该小组与泛非大以及游击战协会的成员取得联系。曼德拉开创了“罗本岛大学”，囚犯们互相教授自己擅长的专业知识。他与同志们辩论同性恋和政治等话题，就政治上和姆贝基、哈里·瓜拉等马克思主义者进行了激烈的争论。曼德拉虽然每周日参加基督教的礼拜，但他也对伊斯兰教有所研究。他也学习阿非利加语，希望与狱官之间相互尊重，并改变他们的看法，使之支持曼德拉的事业。很多政治上的大人物探访曼德拉；其中意义最重大的是进步党的自由议会代表海伦·苏斯曼（Helen Suzman）的探访，她在监外积极支持曼德拉的事业。1970年9月，他与英国工党议员丹尼斯·希利（Dennis Healey）见面。南非司法部长吉米·克鲁格（Jimmy Kruger）于1974年12月前来探望，但他和曼德拉并不意气相投。曼德拉的母亲于1968年到狱中探视，不久后逝世；他的长子泽比次年死于车祸；曼德拉被禁止参加这两人的丧礼。他的妻子因政治运动经常被监禁，因此极少能探访，他的女儿于1975年12月首次探监；温妮于1977年获释，但被迫在布兰德堡居住，所以仍然无法到狱中探望。
1967年起，监狱条件得以改善——给黑人囚犯提供长裤，而不是以前的短裤；允许进行体育比赛；食物质量也提高了。曼德拉后来指出“尽管我们的处境窘迫，但足球让我们感到生机活力和成功感”。1969年，戈登·布鲁斯（Gordon Bruce）为曼德拉制定了越狱计划，但后来一位南非国家安全局的特务介入，想在曼德拉逃亡时把曼德拉击毙，于是越狱计划取消。1970年，皮特·巴登霍斯特（Piet Badenhorst）警官出任狱长。曼德拉眼看着对囚犯的身体和精神虐待越来越严重，他向来访的法官抱怨，于是法官把巴登霍斯特调岗了。新上任的威利·威廉斯（Willie Willemse）警官与曼德拉建立了合作的关系，并积极改善监狱状况。
1975年，曼德拉成为甲等囚犯，被准许更多的访客和书信来往；他与曼戈苏图·布特莱齐（Mangosuthu Buthelezi）和戴斯蒙·屠圖等反种族隔离积极分子有书信来往。这一年，他开始写自传，当时自传被偷运到伦敦，但一直未被出版；狱官发现了其中的几页，于是他的学习特权被中止了四年。这几年里，他把空余时间花于园艺和阅读，直至1980年，他又重新开始攻读LLB学位。
60年代末之前，曼德拉的声誉远不如史蒂夫·比科（Steve Biko）和黑人觉醒运动（BCM）。BCM认为非国大的做法不起作用，于是发起激进的行动，但1976年索韦托起义后，很多BCM激进分子被监禁于罗本岛。虽然曼德拉不认同他们的激进主义，也瞧不起反种族隔离的白人激进分子，但他试着与这些年轻的激进分子建立关系。1978年7月，曼德拉庆祝60岁生日时，他的苦境又重新引起了国际上的关注。他获得莱索托政府颁发的荣誉博士学位，1979年印度政府颁发的“尼赫鲁国际理解奖”，以及1981年苏格兰颁发的“格拉斯哥城市自由奖”。1980年3月，记者珀西·戈博扎（Percy Qoboza）发起了“释放曼德拉！”的口号，触发了一场国际运动，最终使联合国安理会也呼吁释放曼德拉。在越来越多的外界压力下，南非政府还是拒绝释放曼德拉，其仗着强大的冷战同盟国的支持——一是美国总统雷根，二是英国首相柴契爾夫人；他们都认为曼德拉是共产主义恐怖分子，并支持打压非国大。

### 波尔斯穆尔监狱：1982年－1988年

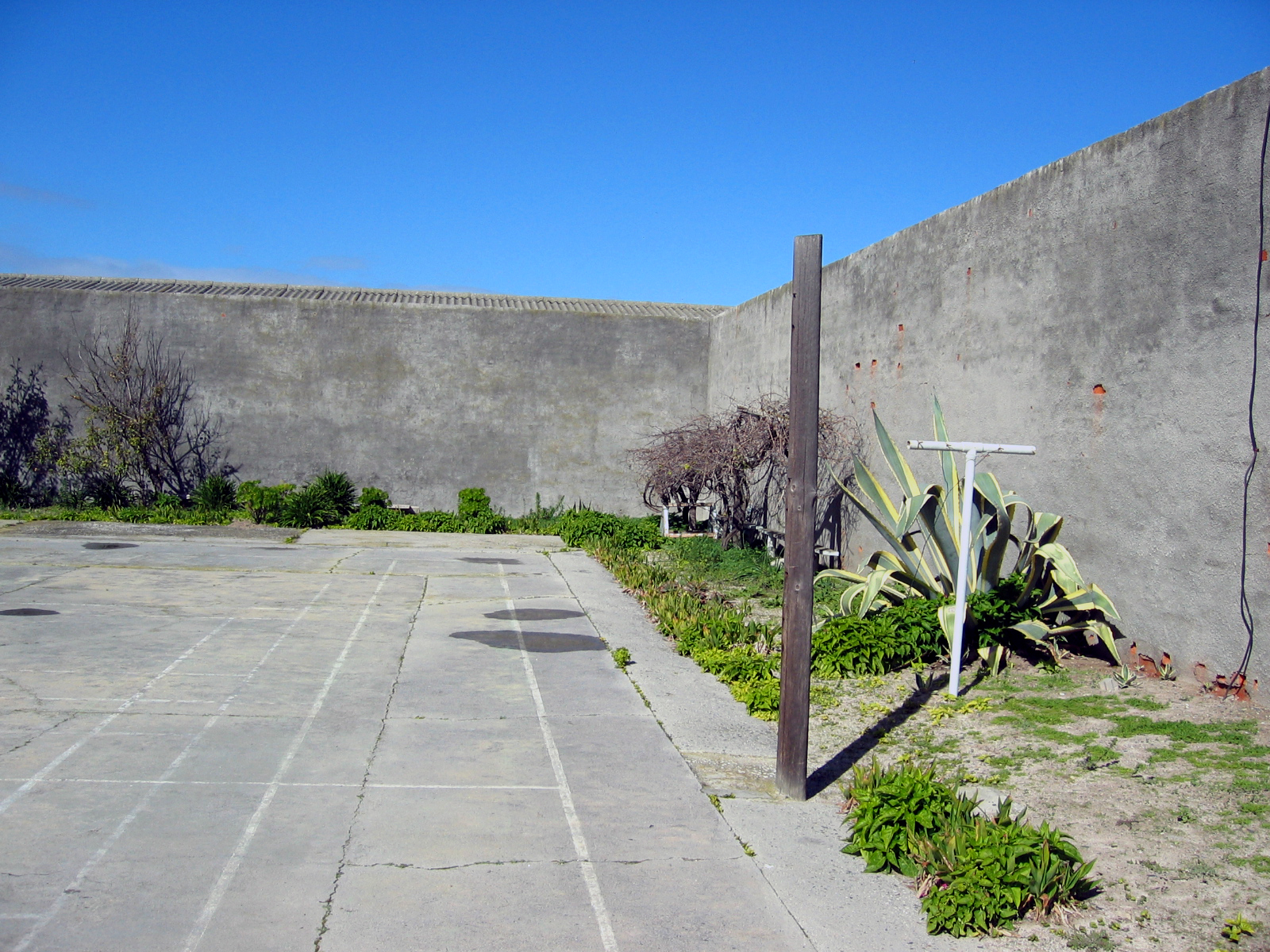
罗本岛監獄

1982年4月，曼德拉与其他非国大高层领导瓦尔特·西苏卢、安德鲁·姆兰盖尼（Andrew Mlangeni）、艾哈迈德·拉特拉达（Ahmed Kathrada）、雷蒙德·姆赫拉巴一起被转移到了开普镇托开区的波尔斯穆尔监狱；他们认为这么做是为了消除他们对年青一代积极分子的影响。虽然曼德拉想念罗本岛上的风景和那里的同志情谊，但波尔斯穆尔的条件比罗本岛要好。曼德拉和波尔斯穆尔的狱官布里格迪尔·蒙罗（Brigadier Munro）相处得很好，被准批建立一个屋顶花园，而且如饥似渴地阅读，并进行广泛的书信来往，现阶段批准每年52封信。他被任命为多种族民主统一战线（UDF）的主席，该组织的宗旨是对抗南非总统波塔所推行的改革。波塔的国民党政府允许有色人种和印第安人公民投票选举属于他们种族的议会，对教育、卫生和住房有控制权，但黑人被排挤在这一体系之外；在UDF和曼德拉看来，这是企图制造种族分歧，分裂反种族隔离运动。
全国各地的暴动激增，很多人担心会爆发内战。迫于国际游说团体的压力，跨国银行停止注资南非，导致经济停滞。当时曼德拉的国际声誉正值顶峰，多家银行要求波塔释放曼德拉，以缓和动荡的局面。虽然波塔认为曼德拉是危险的极端马克思主义分子，1985年2月，波塔提出如果曼德拉“绝对摒弃以暴力行动为政治武器”的话，就可以把他释放。曼德拉轻蔑地拒绝了这个机会，由女儿辛德兹替他发表了一段声明：“在人民的组织（非国大）仍然遭禁的情况下，我获得的算是什么自由？只有自由人可以谈判。一个囚犯之身是不能签订协议的。”
1985年，曼德拉因前列腺肿大而动手术，手术后被安排住进一楼的单独房间。国际代表团派了“七位显赫人士”与曼德拉见面，谈判和解事宜，但波塔的政府拒绝合作，在6月时宣布进入紧急状态并动用警力镇压骚乱。反种族隔离势力进行反击，非国大于1986年发动了231次攻击，1987年发动了235次。政府利用军队和右翼准军事组织的力量打压反抗运动，并秘密资助祖鲁民族主义运动“因卡塔自由党”攻击非国大成员，使暴力事件进一步升温。曼德拉要求与波塔进行会谈，但波塔回绝了；曼德拉改为与司法部长科比·库切(Kobie Coetsee)于1987年秘密会面，并在接下来三年进行了11次会议。库切组织了曼德拉和一组四人的政府官员自1988年5月起进行谈判；小组同意，如果非国大永久性地摒弃暴力，切断与共产党的联系并不再坚持多数民族统治原则，就可以释放政治囚犯以及给予非国大合法地位。曼德拉拒绝了这些条件，坚持只有政府放弃暴力，非国大才会结束武装斗争。
1988年7月曼德拉的70岁寿辰吸引了国际的关注，尤为引人注目的是在伦敦温布利球场举办的纳尔逊·曼德拉70岁寿辰致敬音乐会。曼德拉虽然在国际上树立了英雄的形象，但他面临着一些私人问题。非国大的领导告诉他，温妮自封成为一个犯罪团伙“曼德拉统一足球会”的会长，在索韦托折磨并杀害包括儿童在内的对手。尽管有人劝他与温妮离婚，但他在温妮被判正式有罪之前一直对她保持忠诚。

### 维克托·韦斯特监狱与释放：1988年－1990年

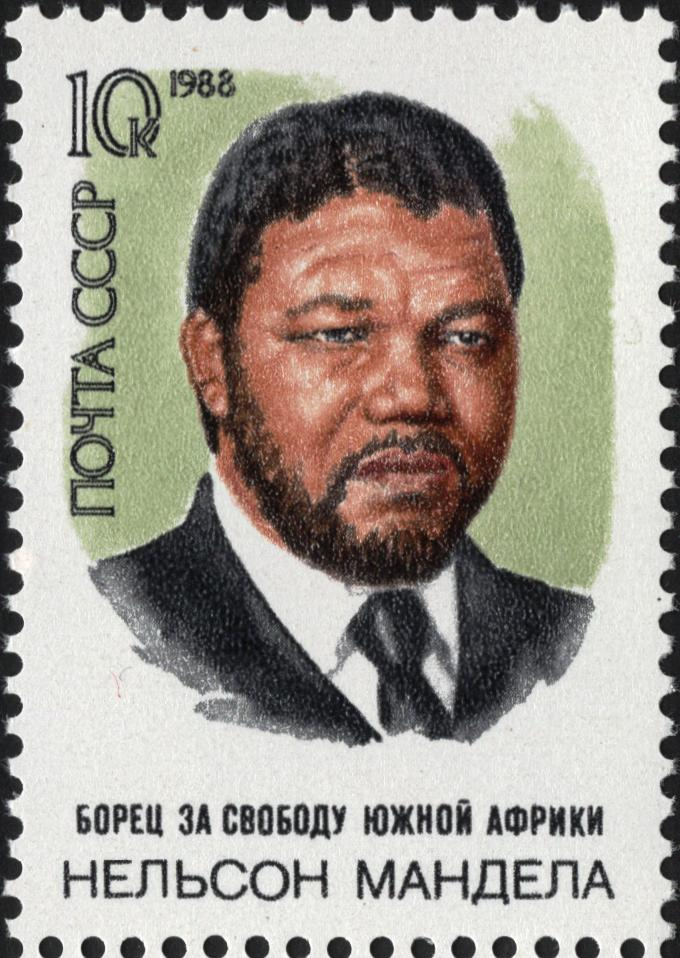
“纳尔逊·曼德拉——南非的自由斗士”。1988年苏联戈尔巴乔夫时代的纪念邮票。

由于牢房的阴湿环境，曼德拉的肺结核病一度加重。病情好转后，于1988年12月曼德拉被转移至帕尔附近的维克托·韦斯特监狱。在这里，他住进了一间相对舒适、带私人炊事员的看守房，利用时间完成他的LLB学位。他还被批准许多访客探访，如反种族隔离运动发动者以及老朋友哈里·施瓦兹。曼德拉还与逃亡在外的非国大领袖奥利弗·坦博进行秘密通讯。1989年，波塔中风，虽然还是总统，但从国民党主席的位置退下来，继任的是观念保守的弗雷德里克·威廉·戴克拉克。令人出乎意外的是，波塔于1989年7月邀请曼德拉进行茶话会，曼德拉认为这是一次出于好意的邀请。六周后，戴克拉克继任南非总统，这位新总统认为种族隔离制度是站不住脚的，并无条件释放除了曼德拉以外的所有非国大囚犯。1989年柏林墙被推倒后，戴克拉克召开内阁会议，就非国大合法化以及释放曼德拉进行讨论。尽管一部分人强烈反对他的方案，但戴克拉克于12月与曼德拉进行了一次双方均认为是友好的会面，讨论当时的形势，随后于1990年2月无条件释放曼德拉并使所有之前禁止的政党合法化。不久之后，曼德拉的照片20年来首次可以在南非公开发布。
2月11日离开维克特·韦斯特监狱时，曼德拉与温妮手牵着手出现在大批围观的群众和媒体前；这一事件在全世界实况转播。在群众的簇拥下，曼德拉被载到开普镇的市政厅。他发表了演讲，表达了对和平的向往以及与白人少数群体的和解之意，但也清楚说明非国大的武装斗争还没结束，并将“针对种族隔离的暴行实施纯粹的防御行动”。他希望政府能同意展开谈判，这样就“无需武装斗争”，并坚称他的主要目的在于为黑人这一多数群体带来和平，给予他们国家和地区的选举权。出狱后，曼德拉住在德斯蒙德·图图家里。接下来的几天他会见了好友、积极分子和记者，并于约翰内斯堡的足球城体育场给100000人作了演讲。

## 种族隔离制度的结束

### 早期谈判：1990年－1991年

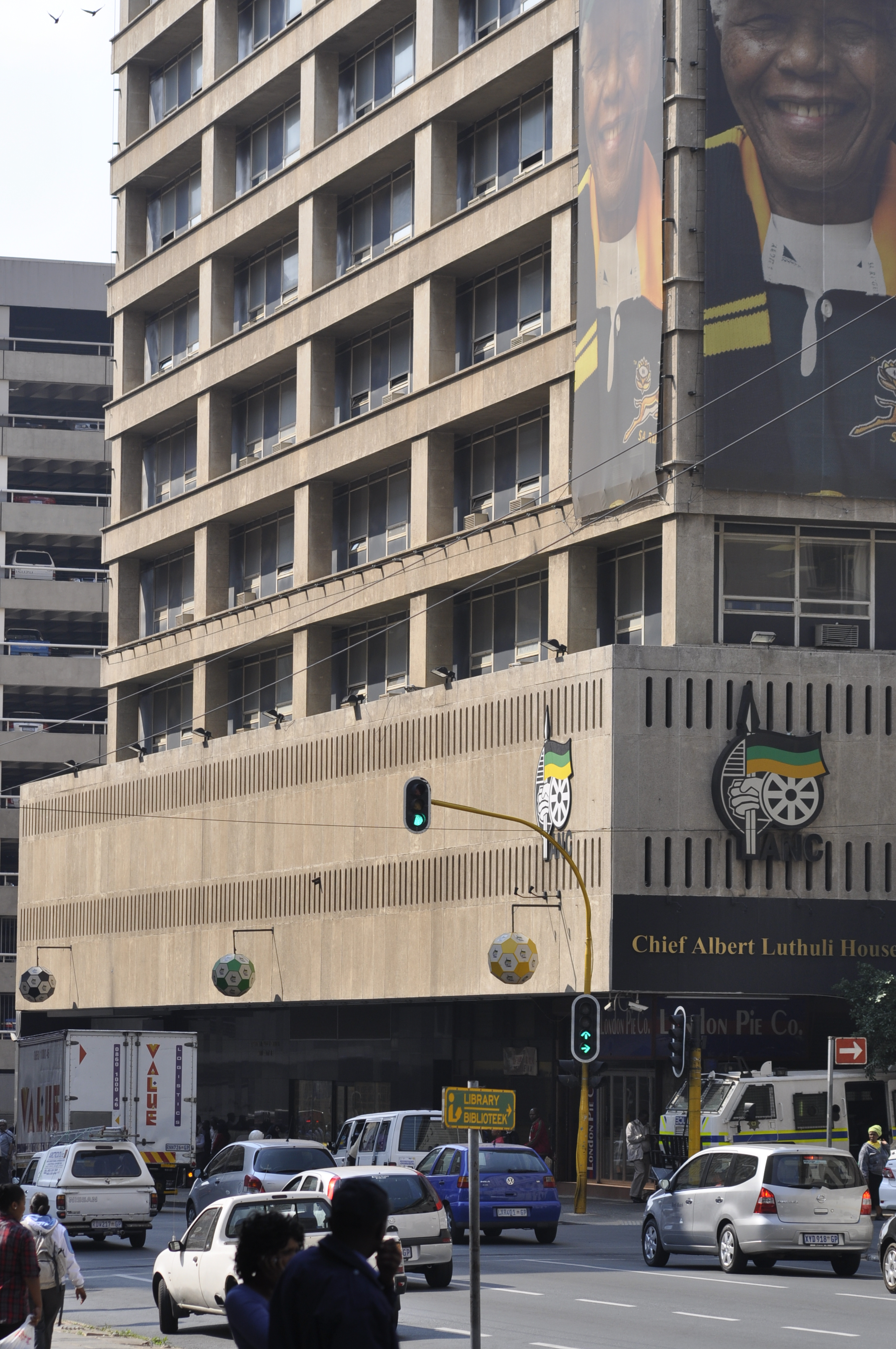
约翰内斯堡卢图利公寓，從1991年起成为非国大总部

曼德拉继续进行非洲各国访问之旅，分别到赞比亚、津巴布韦、纳米比亚、利比亚和阿尔及利亚会见了支持者和政治家，随后到了瑞典与坦博重聚，然后到伦敦出席了在温布利球场举办的“纳尔逊·曼德拉：全球向自由的南非致敬”音乐会。他鼓励各国支持对种族隔离政府的制裁，在法国和梵蒂冈城分别受到弗朗索瓦·密特朗总统、教宗若望·保祿二世的热情接待，并到英国与撒切尔夫人见面。在美国，他与布什总统见面，在国会两院发表讲话，并到了八个城市参观，深受非裔美国人的赞赏。在古巴，他与久仰大名的菲德尔·卡斯特罗总统会面，两人一见如故。他还到印度会见了拉马斯瓦米·文卡塔拉曼总统，印度尼西亚的苏哈托总统，马来西亚的马哈迪·莫哈末首相，澳大利亚的鲍勃·霍克总理，还到访了日本；但他没有到访一直以来支持非国大的苏联。
1990年5月，曼德拉带领一支多种族的非国大代表团与政府的11名南非白人代表进行初步谈判。曼德拉对南非白人历史的论述给他们留下了深刻的印象，谈判达成了《格鲁特库尔备忘录》，政府解除紧急状态。8月，曼德拉意识到非国大在军事上处于极度不利的境地，于是要求停火，签订了《比勒陀利亚备忘录》，这使得他受到民族之矛积极分子的广泛批评。他花了大量的时间团结并发展非国大，于12月出席了一场由1600名代表参加的约翰内斯堡大会，很多代表认为他的见解比想象中更和缓。在1991年7月于德班举行的非国大全国大会上，曼德拉承认了该党的过失，并宣布他要建立一个“强大而运转良好的任务组”，以实现多数民族的统治权。会上，他当选非国大主席，接替了疾病缠身的坦博；会议还产生了一个不同种族、男女混合的50人执委会。
曼德拉在新置的非国大总部，即位于约翰内斯堡的贝壳屋分到了一间办公室，并和温妮住进了她在索韦托的大房子。曼德拉听说温妮和达利·姆珀夫有一腿后，与温妮的婚姻关系就越来越紧张，但他在温妮的绑架和殴打案审判过程中一直支持她。他向国际南部非洲辩护和援助基金以及利比亚领导穆阿迈尔·卡扎菲争取到温妮的辩护费，但1991年6月，温妮被判罪名成立，判处6年有期徒刑，上诉后缩减至两年。1992年4月13日，曼德拉公开宣布与温妮分居。非国大以其滥用非国大资金为由将她逐出全国执委会；曼德拉搬进了约翰内斯堡一个以白人为主的市郊住宅区“霍顿”。黑人间的暴力争斗不断增加，以夸祖鲁-纳塔尔省非国大和因卡塔自由党支持者之间的争斗尤甚，导致了上万人死亡，这使得曼德拉的声誉进一步受损。曼德拉与因卡塔的领袖布特莱齐会面，但非国大阻止了就此事的进一步谈判。曼德拉意识到国家情报机构中有一股“第三方力量”在推动“对人民的杀戮”，并公开指责他越来越不能信任的戴克拉克是导致塞博肯大屠杀的幕后凶手。1991年9月，全国和平大会于约翰内斯堡召开。会上，曼德拉、布特莱齐和戴克拉克签订了一份和平协定，但暴乱仍在持续。

### 南非民主大会谈判：1991年－1992年
1991年12月，南非民主大会（CODESA）在约翰内斯堡的世贸中心召开，来自19个政党的228名代表参加了会议。非国大代表团虽然由西里尔·拉马福萨带队，但曼德拉仍然是关键人物。戴克拉克利用闭幕词谴责非国大的暴动后，曼德拉上台斥责戴克拉克是“一个非法、失信的少数群体政权的头目”。由于国民党和非国大处于支配地位，会上达成的谈判极少。CODESA第二次大会于1992年5月召开，会上，戴克拉克坚持认为后种族隔离时代的南非应采用轮换主席的联邦体系，确保少数民族得到保护；曼德拉不同意，他要求采用由多数民族统治的单一政制体系。由政府教唆的因卡塔自由党激进分子对非国大积极分子发动了博伊帕通大屠杀后，曼德拉取消了谈判。后来他到塞内加尔参加非洲统一组织的一场会议时，要求召开一次联合国安理会的特别会议，并提出要求联合国维和部队到南非驻扎，以防止“国家恐怖主义”。于是，联合国派出特派使者赛勒斯·万斯到南非协助谈判。非国大号召全国大规模行动，于8月组织了一场南非历史上最大型的罢工，支持者在比勒陀利亚上街游行。

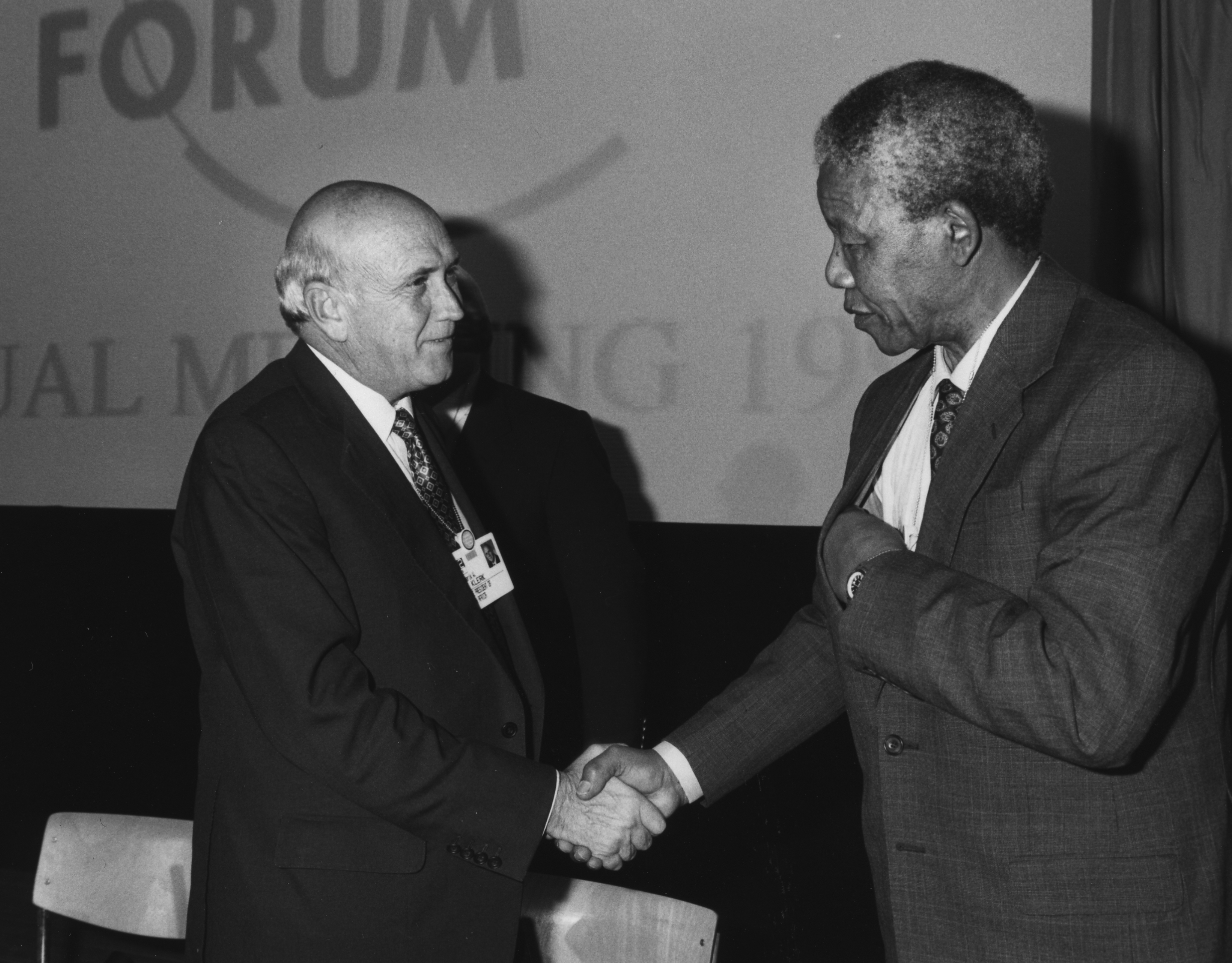
1992年，戴克拉克与曼德拉在世界经济论坛上握手

在一次抗议游行中，28名非国大拥护者和一名士兵被西斯凯防卫部队射杀而死，造成了“比绍大屠杀”。曼德拉由此意识到大规模行动只会导致更严重的暴力事件，因此于9月重新恢复谈判。曼德拉提出了三个条件：释放所有政治囚犯、禁止使用祖鲁传统武器、以及隔开祖鲁的学生公寓，后两项措施是为了防止因卡塔自由党的进一步袭击；在越来越大的压力下，戴克拉克勉强同意了。谈判同意举行一场多种族的普选，选举结果是成立了一个为期五年的全国统一联合政府以及延续国民党影响力的制宪会议。非国大也作出了让步，允许保住白人公务员的工作；这样的让步引起了强烈的国内批评。双方同意修订临时宪法，保证三权分立，成立宪法法庭，并引入美式的人权法案；同时把国家划分成9个省份，各省设有自己的首长和行政机构，这是戴克拉克要求的联邦制和曼德拉支持的单一政制之间的折中方式。
极右派南非白人政党的同盟关切南非人团体（COSAG）和因卡塔自由党等黑人种族分离主义组织对民主进程造成了威胁；1993年6月，白人至上主义的阿非利卡人抵抗运动（AWB）袭击肯普顿公园世贸中心。非国大领袖克里斯·汉尼被谋杀后，曼德拉作了一场公开演讲以平息骚乱，不久后他到索韦托参加了一场大型葬礼，悼念死于中风的坦博。1993年7月，曼德拉和戴克拉克都访问了美国，分别与克林顿总统会面，两人都收到了自由勋章。不久后，他们在挪威共同获得了诺贝尔和平奖。受非国大的年轻领袖塔博·姆贝基的影响，曼德拉开始与商界的大人物会面，并对于他支持企业国营化的观点轻描淡写，担心会吓跑当前极其需要的外国投资。在1992年1月于瑞士召开的世界经济论坛上，中国和越南共产党员鼓励曼德拉接受私营企业，但受到非国大的社会主义成员的批判。曼德拉还曾客串1992年电影《马尔科姆·艾克斯》（Malcolm X）中的小配角，在最后的镜头扮演一名正在朗诵马尔科姆·艾克斯其中一个演讲的老师。

### 普选：1994年

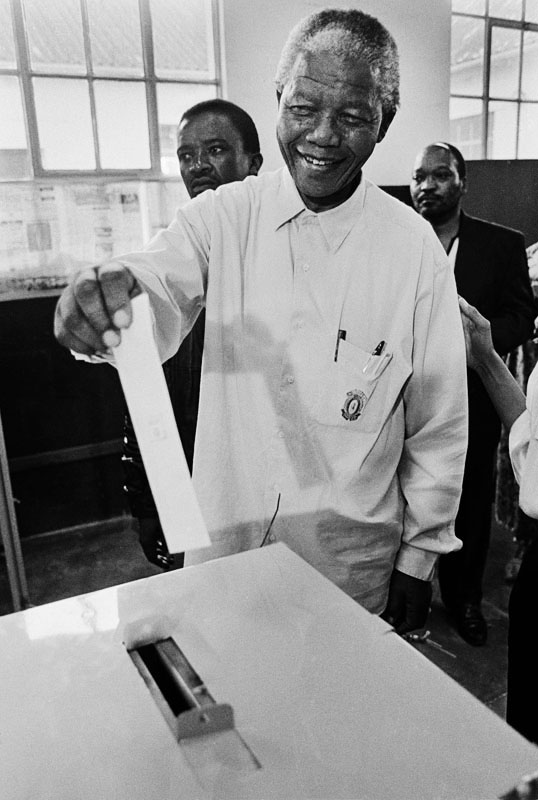
曼德拉在1994年大选上投票

大选定于1994年4月27日进行，非国大着手组织竞选运动，开设了100个竞选办事处，并聘请斯坦利·格林伯格为顾问。格林伯格在全国各地精心举办了人民论坛，曼德拉可参与其中。他在南非黑人心目中是德高望重的人物。非国大在竞选运动中宣传一个重建与发展项目（RDP）——将在五年内建100万座房子，普及义务教育以及让更多人享用水和电力资源。该党的口号是“共创全民更美好生活”，但并没有解释这一发展计划的资金何来。除了《每周邮报》和《新国家报》，其他南非的媒体因担心民族冲突持续，反对曼德拉当选，反而支持国民党或民主党。曼德拉花大量时间为非国大筹款，到北美、欧洲和亚洲与富有的捐赠人见面，其中还包括曾经支持种族隔离政权的人士。他还敦促把选举年龄从18岁降至14岁；这一提议被非国大否决，后来成了笑柄。
曼德拉担心COSAG会暗中破坏大选，特别是牵涉AWB的博普之战和与因卡塔自由党有关的贝壳屋大屠杀发生后，他与彼得·威廉·波塔、皮克·博塔和康斯坦德·维尔容（Constand Viljoen）等南非白人政治家和将军会面，劝服他们遵从民主体制；同时，戴克拉克说服因卡塔自由党的布特莱齐参与竞选，而不是发动分裂战。作为两大政党的领袖，戴克拉克和曼德拉开展了竞选辩论，辩论全程电视直播；虽然普遍人认为戴克拉克在辩论中表现得更好，但曼德拉最后主动握手使他吃惊，这一举动令一些评论员认为是曼德拉获胜。大选顺利进行，期间暴力事件比较少见，但AWB的一个活动小组引爆汽车炸弹致20人死亡。不出大多数人所料，非国大大获全胜，获得了62%的选票，只差一点就能达到三分之二的大多数选票以进行单方面修宪。同时，非国大在七个省份胜出，因卡塔自由党和国民党各占领一省。曼德拉在德班的奥兰治高中进行总统选举投票，虽然非国大的胜出为他当选总统作了有力的铺垫，但他公开承认大选有出现舞弊和捣乱等行为。

## 南非总统：1994年－1999年

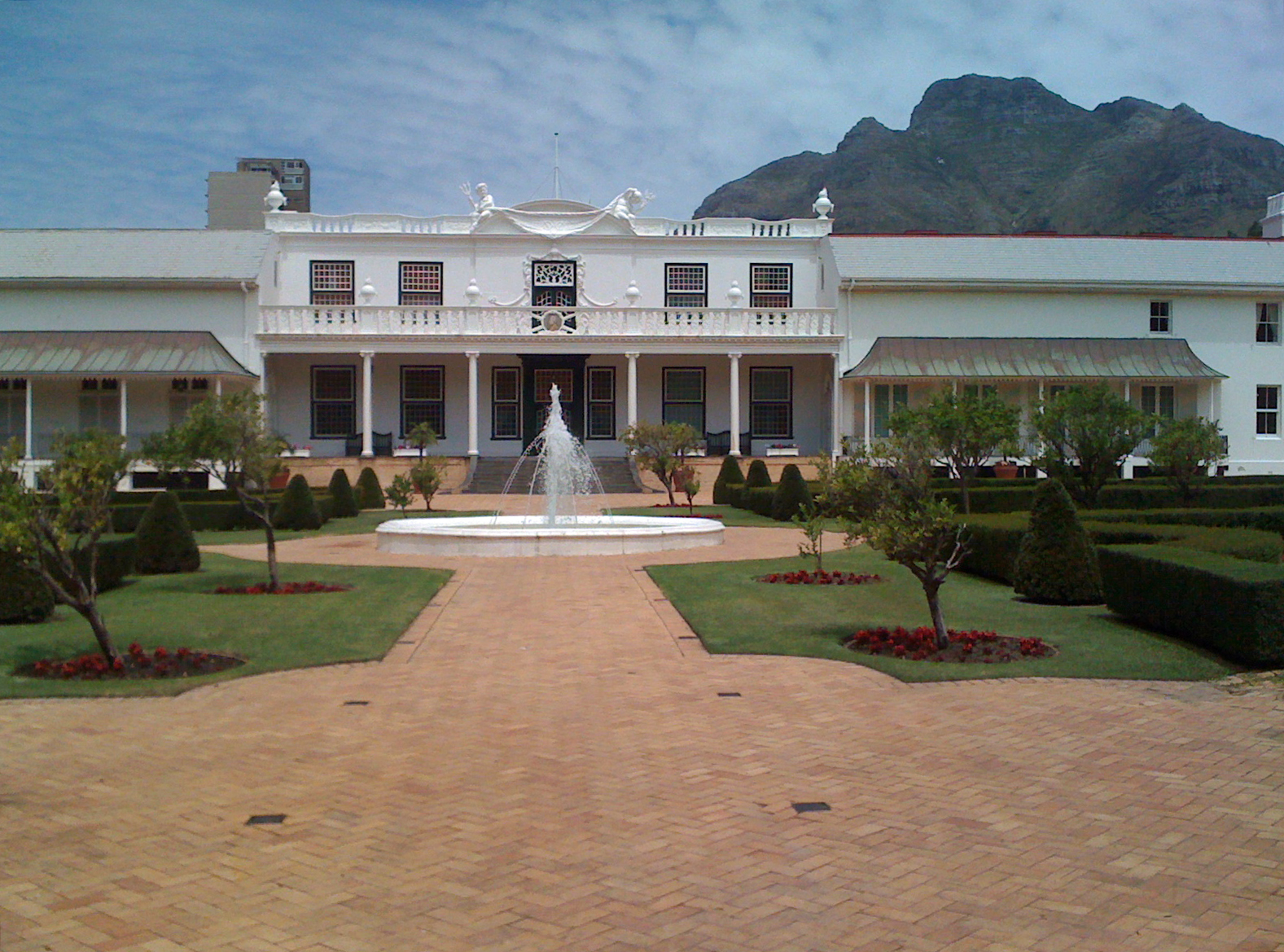
曼德拉入住位于开普敦的总统辦公地點泰因海斯

新当选的国民议会所办的第一件事是正式推选曼德拉为南非第一任黑人政府最高首长。1994年5月10日，他的就职典礼于比勒陀利亚举行，世界各地10亿名观众收看了电视直播。4000名来宾出席了典礼，其中包括背景迥异的国家领导人。曼德拉领导着全国统一政府，政府由缺乏治理经验的非国大占支配地位，同时也包括国民党和因卡塔自由党的代表。根据《临时宪法》的规定，因卡塔自由党和国民党如果赢得20或以上席位，便有资格在政府任职。为兑现早前的协定，戴克拉克成为第一副总统，塔博·姆贝基为第二副总统。虽然当时姆贝基不是曼德拉的优先任用对象，但曼德拉在担任总统期间变得十分器重他，把政策细节都交由他来处理。曼德拉搬进开普镇泰因海斯的总统办公室办公，让戴克拉克继续住在“大粮仓”（Groote Schuur）的总统官邸，自己则住进了附近的威斯布鲁克宅邸，并将之重新以阿非利加语命名为“Genadendal”，意为“慈悲谷”。他保留着霍顿的家，并在家乡库努村起了一座房子。他会定期到那里附近走走，和当地人见面，并审理部落纠纷。
76岁时，曼德拉身患各种疾病，虽然表现出一如既往的活力，但他感到孤寂。他经常款待如迈克尔·杰克逊、乌比·戈德堡和辣妹乐队等名流，结识英裔美国人哈里·奥本海默等超级富商，并在伊丽莎白二世1995年3月到南非进行国事访问时对她友好招待，这些引起了非国大反资本主义者的强烈批判。虽然生活环境华丽气派，但曼德拉平时生活简朴，他把年收入552,000兰特的三分之一捐给了他1995年成立的纳尔逊·曼德拉儿童基金。虽然公开支持媒体自由并友好对待很多记者朋友，但曼德拉对国内媒体持批评态度，认为绝大部分媒体由中产阶级的白人所开办和经营，过于注重散布关于犯罪活动的骇人消息。曼德拉担任总统后，一天换几次衣服。他的其中一个标志是被称为“马迪巴衬衣”的热带风情蜡染衬衫，就连正式场合也这么穿。
1994年12月，曼德拉的自传《漫漫自由路》出版。1994年末，曼德拉参加了在布隆方丹举行的第49届非国大大会，会上选出了更为激进的全国执委会，温妮·曼德拉是其中一名执委会成员；尽管温妮希望与纳尔逊和好，但纳尔逊于1995年8月启动离婚诉讼。1995年时，他已经与格拉薩·馬謝爾建立了恋爱关系，格拉萨是莫桑比克的政治积极分子，比曼德拉小27岁，是莫桑比克前总统萨莫拉·马歇尔的遗孀。他们于1990年7月首次见面，当时格拉萨还正在服丧，但他们的友谊后来发展成伴侣关系，格拉萨还陪同曼德拉多次到国外出访。她拒绝了曼德拉的第一次求婚，希望保持自立，并把时间合理分配到莫桑比克和约翰内斯堡。

### 民族和解
曼德拉领导了从种族隔离的少数民族统治向多元化民主的转变后，他认为实现民族和解是他作为总统的首要任务。曼德拉见过其他非洲国家摆脱殖民统治后由于优秀白人分子的离开而导致经济受损，于是他向南非的白人保证他们将在这个“彩虹之国”受到保护且有发言权。曼德拉尝试组建最多元化的内阁，由戴克拉克担任第一副总统。其他国民党官员被分别任命为农业、能源、环境以及能源和矿产资源发展部长，布特莱齐被任命为内政部长。其他内阁职位由非国大的成员担当，其中很多是非国大的老同志，如乔·莫迪塞（Joe Modise）、阿尔弗莱德·恩佐（Alfred Nzo）、乔·斯洛沃（Joe Slovo）、马克·马哈拉杰（Mac Maharaj）和杜拉·奥马尔（Dullah Omar）等，但也不乏如蒂托·姆博韦尼(Tito Mboweni)和杰夫·雷德贝（Jeff Radebe）等年轻成员。曼德拉与戴克拉克的关系很僵；曼德拉认为戴克拉克故意挑衅，而戴克拉克感觉他被总统故意羞辱。1995年1月，曼德拉在大选前谴责他大赦了3,500名警员，后来又批评他在前国防部长马格努斯·马兰（Magnus Malan）被控谋杀罪时为其辩护。
曼德拉亲自会见种族隔离政权的高层人物，包括前首相亨德里克·维沃尔德的遗孀贝齐·维沃尔德和珀西·尤塔尔律师；曼德拉向他们强调个人的宽恕，提出和解，并宣称“勇敢的人不惜为了和平而宽容他人”。南非主办1995年世界杯橄榄球赛时，曼德拉呼吁南非黑人支持一度被嫌恶的国家橄榄球队——南非跳羚队。跳羚队在决赛中赢了新西兰后，曼德拉身穿着背后印有队长弗朗索瓦·皮纳尔（Francois Pienaar）专属的6号的跳羚队队服，向皮纳尔颁奖。很多人认为这是向南非白人和黑人和解迈出了重要的一步；正如戴克拉克后来所说：“曼德拉赢得了数亿白人橄榄球迷的心。”曼德拉为和解所作的努力减缓了白人的恐惧，但也招致更多激进的黑人的批评。已与他分居的妻子温妮则指责非国大更热衷于安抚白人，而不是帮助黑人。
曼德拉监督成立了真相与和解委员会，调查种族隔离时期政府和非国大所犯下的罪行，并任命德斯蒙德·图图为主席。为防止受难者为博取同情夸大其词，委员会进行逐个赦免，换取种族隔离时代所犯罪行的证词。从1996年2月起，委员会对强奸、施暴、投弹和暗杀等罪行进行了长达两年的审讯，最终于1998年10月发表了汇总报告。戴克拉克和姆贝基都恳求隐瞒报告的部分内容，但只有戴克拉克的要求被准许。曼德拉表扬了委员会的工作，认为委员会“帮助我们告别过去，关注当下和未来”。

### 内政纲领

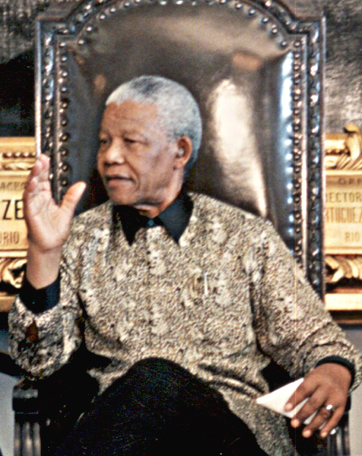
1998年，曼德拉访问巴西。

在曼德拉政府所接管的国家里，白人和黑人之间的贫富以及公共服务之间的差距极大。在全国4000万人口中，约2300万人缺乏用电或合格的卫生条件，1200万人没有干净的水源可使用，200万名儿童失学，三分之一的人是文盲。33%的人失业，接近一半的人生活水平在贫困线以下。政府的财政储备已近乎耗尽，其中五分之一的国家预算用于还债，意味着原来承诺的重建与发展项目（RDP）只能缩减规模，原计划的企业国有化或创造就业岗位无法实现。政府一改原计划，坚持世界银行和国际货币组织所提倡的“华盛顿共识”，采取自由经济政策，以促进国外投资。
曼德拉担任总统期间，福利支出于1996/97、1997/98和1998/99年度分别增长了13%、13%和7%。鉴于以前对不同种族的拨款金额不同，政府推行了对各社区的平等拨款，包括残疾人经费、儿童扶养费和养老金。1994年，6岁以下儿童和孕妇可享有免费医疗服务，1996年这一政策惠及所有使用基层公营医疗服务的人。1999年大选时，非国大已经可以引其政策为荣：300万人连接上了电话线，150万名儿童重返校园，500家诊所被提升等级或建立，200万人用上了电，增至300万人获得干净用水，以及建立了750,000所房子，为近300万人提供了住所。
1994年《土地归还法》允许因1913年《原住民土地法》失去房产的人索回土地，导致涌现了几万宗土地索赔案。1996年《土地改革第3号法令》保护了在农场居住、种植玉米或养家禽的佃户的权利。这一法令确保了在没有法庭指令的情况下，不能驱逐此类佃户，或者不能驱赶65岁以上的佃户。1998年《技能提高法》为资助和促进工作技能培训建立了机制。1995年《劳工关系法》促进了工作场所的民主、有序的集体谈判以及对劳工纠纷的有效解决。1997年《基本雇佣条件法》改善了执行机制，并赋予了所有雇员一系列权利；1998年《就业平等法》结束了不公平的种族歧视，并确保在工作场所实行反歧视行动。

### 外交事务

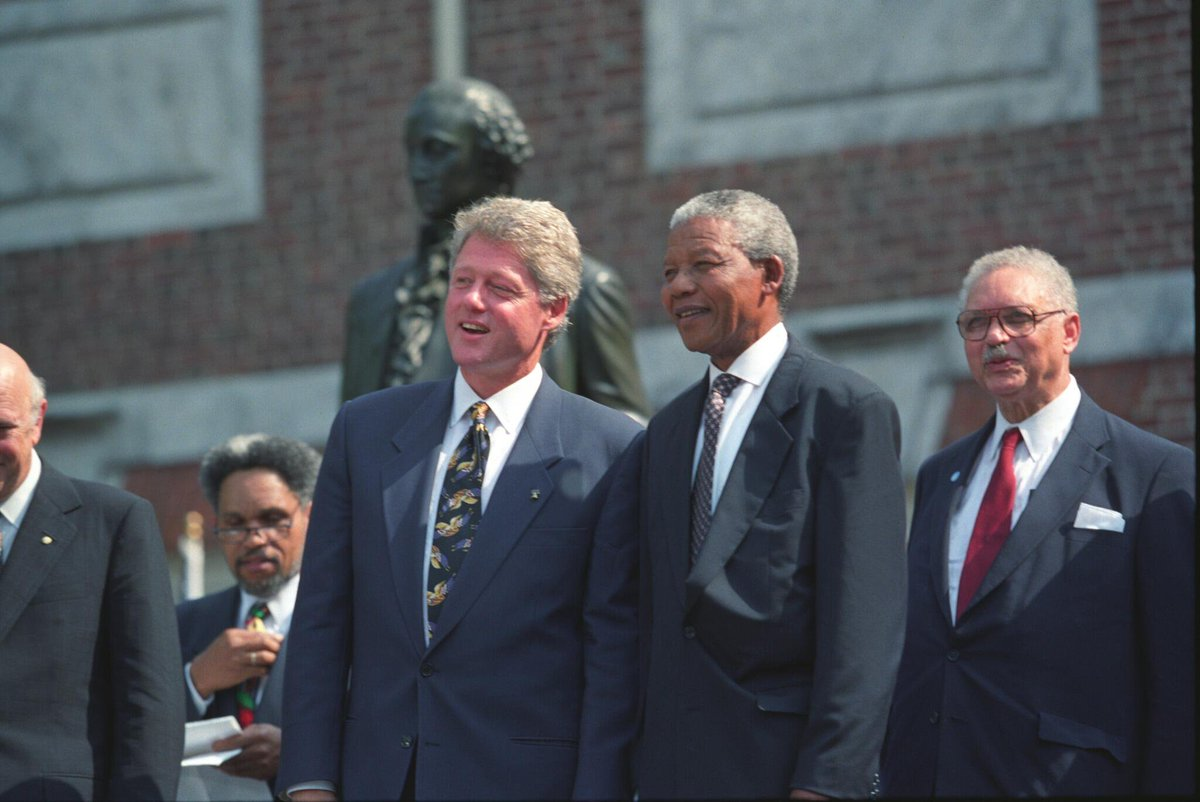
纳尔逊·曼德拉與美國總統比爾·柯林頓會面。虽然曼德拉曾多次批评克林顿，但在后者遭受弹劾期间以个人名义对其表示支持。

以南非为先例，曼德拉鼓励其他国家通过外交手段和和解的方式解决冲突。他附和姆贝基“非洲的复兴”的呼吁，并十分关注非洲大陆的重大争端；他采取温和的外交策略撤除了萨尼·阿巴查在尼日利亚的军事政权，后来阿巴查的政权不断侵犯人权时，他又带头呼吁对其进行制裁。1996年，他被任命为南部非洲发展共同体的主席，并为结束扎伊尔的第一次刚果战争发动谈判，但以失败告终。在南非的首次后种族隔离军事行动中，曼德拉于1998年9月派兵到莱索托，保护首相帕卡利塔·莫西西利的政府，当时莱索托因一场备受争议的选举刚引发了反抗起义。
1998年9月，不结盟运动的年度会议在德班举行时，任命曼德拉为秘书长。曼德拉在年会上批判以色列政府拖延结束以巴冲突的谈判是“狭隘、盲目的爱国主义”的表现，并敦促印度和巴基斯坦就结束克什米尔冲突进行谈判，为此曼德拉受到了以色列和印度的批判。受该地区经济繁荣的启示，曼德拉寻求与以马来西亚为主的东亚国家建立更紧密的经济合作关系，但最终因1997年亚洲金融危机而告吹。曼德拉因与印尼独裁总统苏哈托关系密切而备受争议，苏哈托政权多年来备受指责大规模侵犯人权，但其实曼德拉私底下曾强烈要求苏哈托从东帝汶撤军。
同样，曼德拉因与菲德尔·卡斯特罗和穆阿迈尔·卡扎菲的交情而受西方国家的指责。卡斯特罗于1998年到访，受到了广泛支持；曼德拉于利比亚会见卡扎菲，授予他南非人给外籍人士的最高荣誉“好望角勋章”。当西方国家的政府和媒体批评这些访问时，曼德拉严厉斥责这些言论带有种族主义色彩。曼德拉希望解决利比亚与美国和英国之间的长期纠纷，他将两名利比亚人梅格拉希和费希迈交付审判，他们于1991年11月被指控涉嫌蓄意炸毁泛美航空公司103号班机。曼德拉提议在第三方国家进行审判，所有相关方都同意了此提议；1999年4月，案件于荷兰的宰斯特营开审，遵循苏格兰的法律，最终判其中一人的罪名成立。

### 退出政治舞台
南非议会于1996年5月通过新宪法，其中赋予一系列机构在立宪制民主的范围内监督政治和政府机构的权利。戴克拉克反对推行该宪法，为表示抗议，他退出了联合政府。非国大接替了以前由国民党担任的职位，姆贝基成了唯一的副总统。有一次，曼德拉和姆贝基都不在国内，布特莱齐被任命为“代理总统”，标志着他和曼德拉的关系有所好转。
曼德拉于1997年12月的会议上辞去非国大主席一职，虽然他希望拉马福萨能接替他的位置，但非国大选举了姆贝基为主席；曼德拉承认当时姆贝基成了“实际上的南非总统”。曼德拉接替姆贝基担任副总统，他和执行会都支持候选雅各布·祖玛。祖玛是祖鲁人，曾在罗本岛坐牢，温妮向他发出挑战；虽然温妮凭着平民路线在党内拥护者众多，但祖玛在大选中取得了压倒性胜利，温妮最终败下阵来。
曼德拉和马歇尔关系越发亲密；1998年，他公开宣布称“我爱上了一位非凡的女子”。他的好友德斯蒙德·图图敦促他为年轻人树立榜样，如此压力下，曼德拉在7月的80岁寿辰上正式与马歇尔完婚。婚礼的第二天，他又大摆筵席，宴请很多国外的显要人物。1996年宪法规定，总统最多只能连续连任两届，每届5年任期。曼德拉并没有试图修改这一条规定；事实上，他从没打算连任总统。1999年3月29日，他作了告别演说后便退休了。

## 退休

### 继续积极投身政治与慈善：1999年－2004年

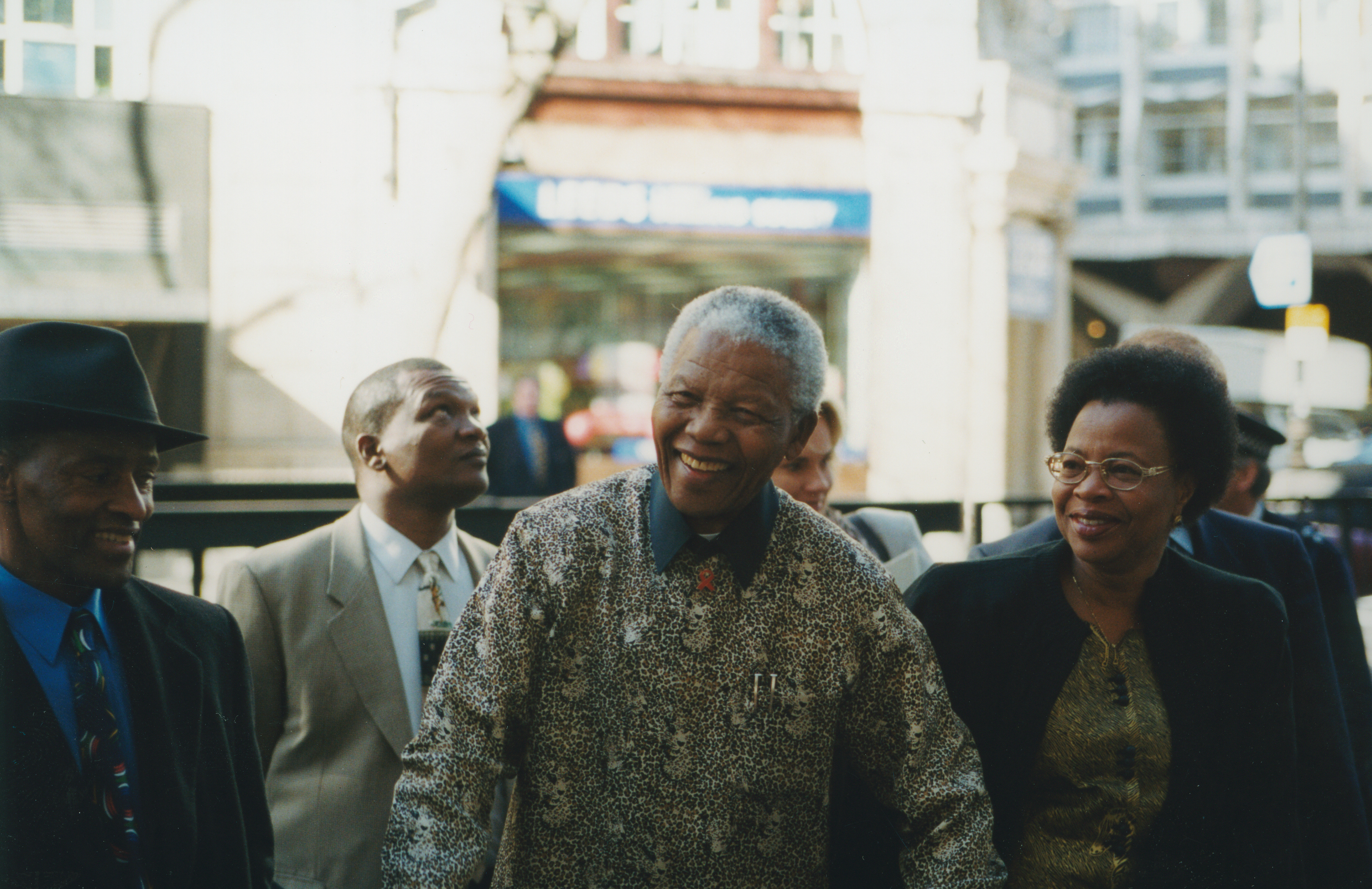
2000年，曼德拉访问伦敦经济学院

1999年6月退休后，曼德拉过着宁静的家庭生活，时而住在约翰内斯堡，有时则到库努村居住。他着手给第一本自传写续篇，名为《担任总统那些年》，但他在出版前放弃了。曼德拉不甘愿过这样的闲居生活，于是他又重新投入到繁忙的公众事务中，每天都为自己安排了一系列任务，与世界各国领导人和名人会面。在约翰内斯堡时，他到纳尔逊·曼德拉基金会工作。该基金会成立于1999年，致力于农村发展、学校建设和防治艾滋病。虽然曼德拉在出任总统期间因抗击艾滋方面做得不够而受到严厉批评，但他卸任后开始致力于抗击艾滋，把艾滋病蔓延比喻成“一场战争”，造成了“空前的”死亡人数。他还敦促姆贝基的政府必须确保所有南非的艾滋病人服用抗逆转录病毒药物。2000年8月，曼德拉到访马来西亚拜会该国领导人马哈迪·莫哈末，并呼吁马来西亚从南非购买包括攻击直升机在内的武器。2001年7月，曼德拉的前列腺癌已治愈。
2002年，曼德拉开办了纳尔逊·曼德拉年度讲座；2003年，曼德拉-罗兹基金会在牛津大学的罗兹院成立，为非洲学子提供硕士生奖学金项目。之后，他创立了纳尔逊·曼德拉纪念中心，启动了名为“46664”（以曼德拉在狱中的编号命名）的抗击艾滋筹款运动。他在2000年于德班举行的第十三届世界艾滋病大会上作闭幕辞，并于2004年在泰国曼谷举行的第十五届世界艾滋病大会上发表讲话。
曼德拉愈发公然声讨西方强权，他强烈反对1999年北约对科索沃的干预，认为是世界上的强权国家企图管制全世界。2003年，他公开反对英美对伊朗发动战争的计划，称之为“一场悲剧”，并斥责美国总统布什和英国首相布莱尔削弱了联合国的威信，指出“布什先生想要的只是伊拉克的石油”。他从整体上批判美国，声称美国是世界上犯“穷凶极恶的暴行”最多的国家，举出了美国对日本投放原子弹的例子；这些言论引起了国际上的争议，但曼德拉后来与布莱尔和好了。曼德拉一直关注利比亚与英国的关系，他曾到苏格兰的巴连尼监狱探访泛美客机爆炸案唯一定罪的罪犯梅格拉希，公然谴责他当时在狱中所受到的对待，称之为“精神上的迫害”。

### 正式隐退、患病：2004年－2013年

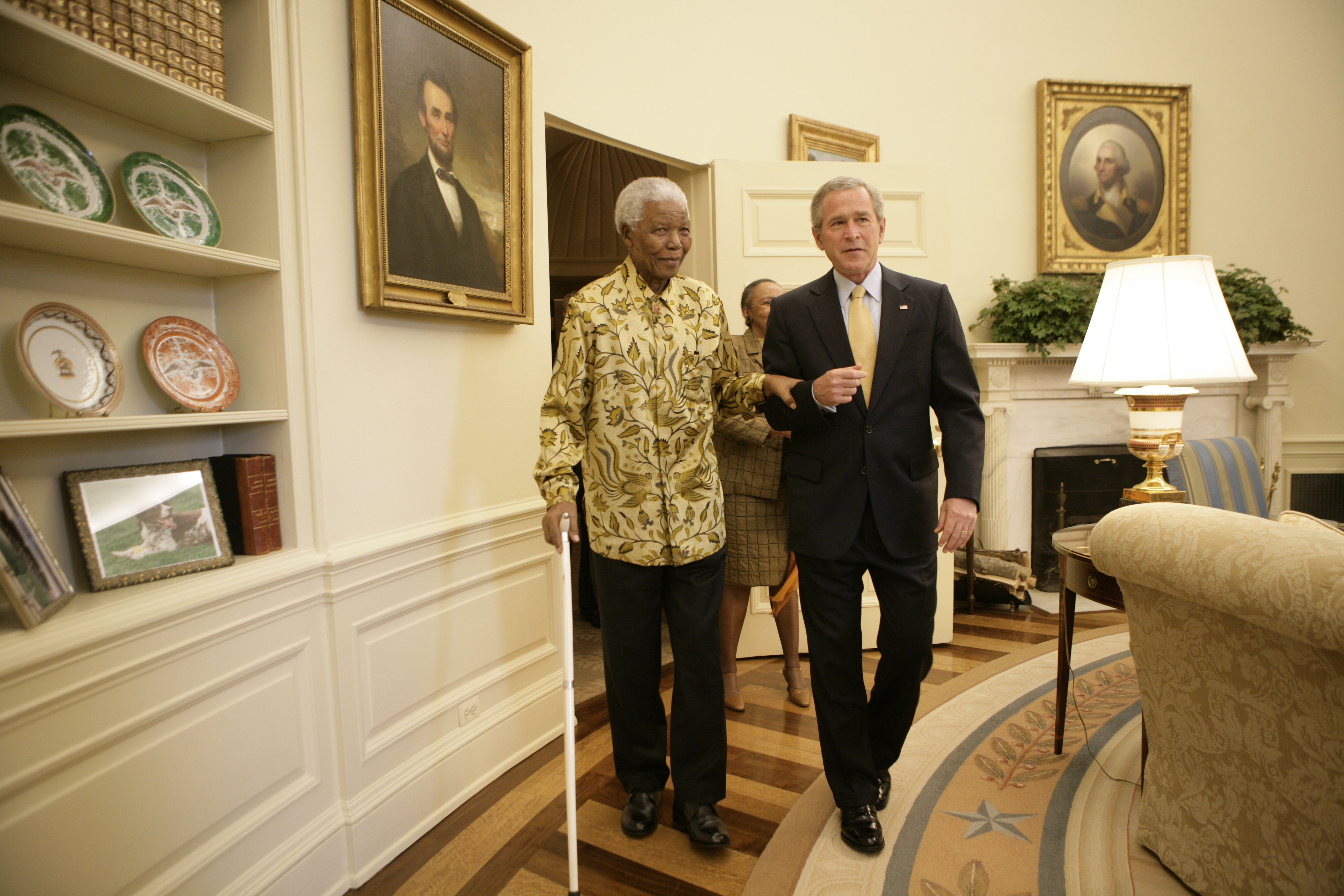
2005年5月，纳尔逊·曼德拉与美国总统乔治·W·布什在椭圆形办公室

2004年6月，曼德拉85岁，身体每况愈下，他宣布“正式隐退”，淡出公众视线，当时他说“请勿找我，有事，我会找你”。他还会与挚友、家人见面，但基金会尽量不再邀请他出席公众活动，并回绝大部分采访邀请。
他仍参与一部分国际事务。2005年，他成立了纳尔逊·曼德拉遗产信托基金，远赴美国，向布鲁金斯学会和全国有色人种促进协会讲述非洲的经济援助需求。他与美国参议员希拉里·克里顿以及布什总统交谈，并首次会见了当时还是参议员的巴拉克·奥巴马。随着津巴布韦的人权侵犯越来越严重，曼德拉还劝说津巴布韦总统罗伯特‧穆加贝辞职。但穆加贝不听劝，随后曼德拉于2007年公开谴责穆加贝，让他趁着“还有一点名誉和尊严”下台。同年，曼德拉、马歇尔和德斯蒙德·图图召集世界各国领导人到约翰内斯堡，号召他们发挥才智和各自的领导力，应对当今世界上最难以处理的问题。曼德拉在他89岁寿辰的讲话上宣布成立“国际元老集团”。
2008年7月18日，举国上下庆祝曼德拉的90岁寿辰，主要的庆祝活动在库努村举行。另外，伦敦的海德公园举办了一场以曼德拉为名的音乐会。在庆生演讲中，曼德拉呼吁世界上的富人帮助穷人。在姆贝基担任总统期间，曼德拉一直支持非国大，但在两人共同出席的公共活动上，曼德拉经常夺去了姆贝基的风头。曼德拉与姆贝基的接任者雅各布·祖玛相处得更融洽，但曼德拉的孙子曼德拉·曼德拉在2009年一场风暴期间让他飞往东开普参加一场支持祖玛的政治集会，让纳尔逊·曼德拉基金会十分担心。

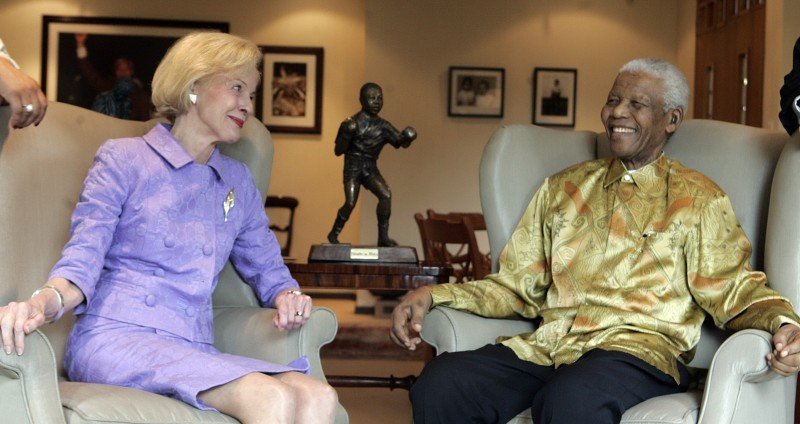
2009年3月24日，曼德拉会见澳大利亚总督昆廷·布赖斯

2004年，曼德拉说服让南非主办2010年世界杯足球赛，他说这是给种族隔离制度结束十周年“最好的礼物”。南非得到世界杯主办权后，曼德拉激动地举起了世界杯足球赛的奖杯。由于身体不适，曼德拉在世界杯期间保持低调，但他在闭幕式上最后一次公众露面，受到了“极其热情的接待”。2005年至2013年间，曼德拉，后来连他的家人一起被卷入了一系列遗产分配的法律纠纷中。2013年中，曼德拉在比勒陀利亚因肺部感染住院时，他的子孙为了争议曼德拉后代以及曼德拉本人的埋葬地展开了一场家庭法律纠纷。
2011年2月，他因呼吸道感染而短暂住院，引起来国际关注。2012年12月，他又因肺部感染和切除胆囊重新入院。2013年3月初手术成功后，他的肺感染复发，他在比勒陀利亚再次短暂住院。2013年6月8日，他的肺感染恶化，他又在比勒陀利亚再次入院，而且这一次情况严重。四天后，据报道，他的病情已稳定下来，但处于“严重，但较稳定的状态”。在送往医院救治的路上，曼德拉的救护车抛锚，在路边停了40分钟。外界为此批评政府，但祖玛反驳称，曼德拉全程受到了“专业的医疗护理”。
2013年6月23日，祖玛宣布曼德拉病情“危殆”。祖玛由非国大副主席西里尔·拉马福萨陪同到比勒陀利亚的译员与曼德拉的妻子马歇尔会面，讨论他的病情。6月25日，开普镇大主教塔博·玛科哥巴前往医院探望曼德拉，和马歇尔一起“在这观望和等待的艰难时期”为他祈祷。第二天，祖玛到医院探望曼德拉，取消了本来次日出访莫桑比克的行程。
同年8月27日，曼德拉获颁“马哈迪全球和平与自由终身奖”，并由官访马来西亚的南非总统雅各布·祖马代表曼德拉。9月1日，曼德拉出院，但他的情况仍然不稳定。

## 去世

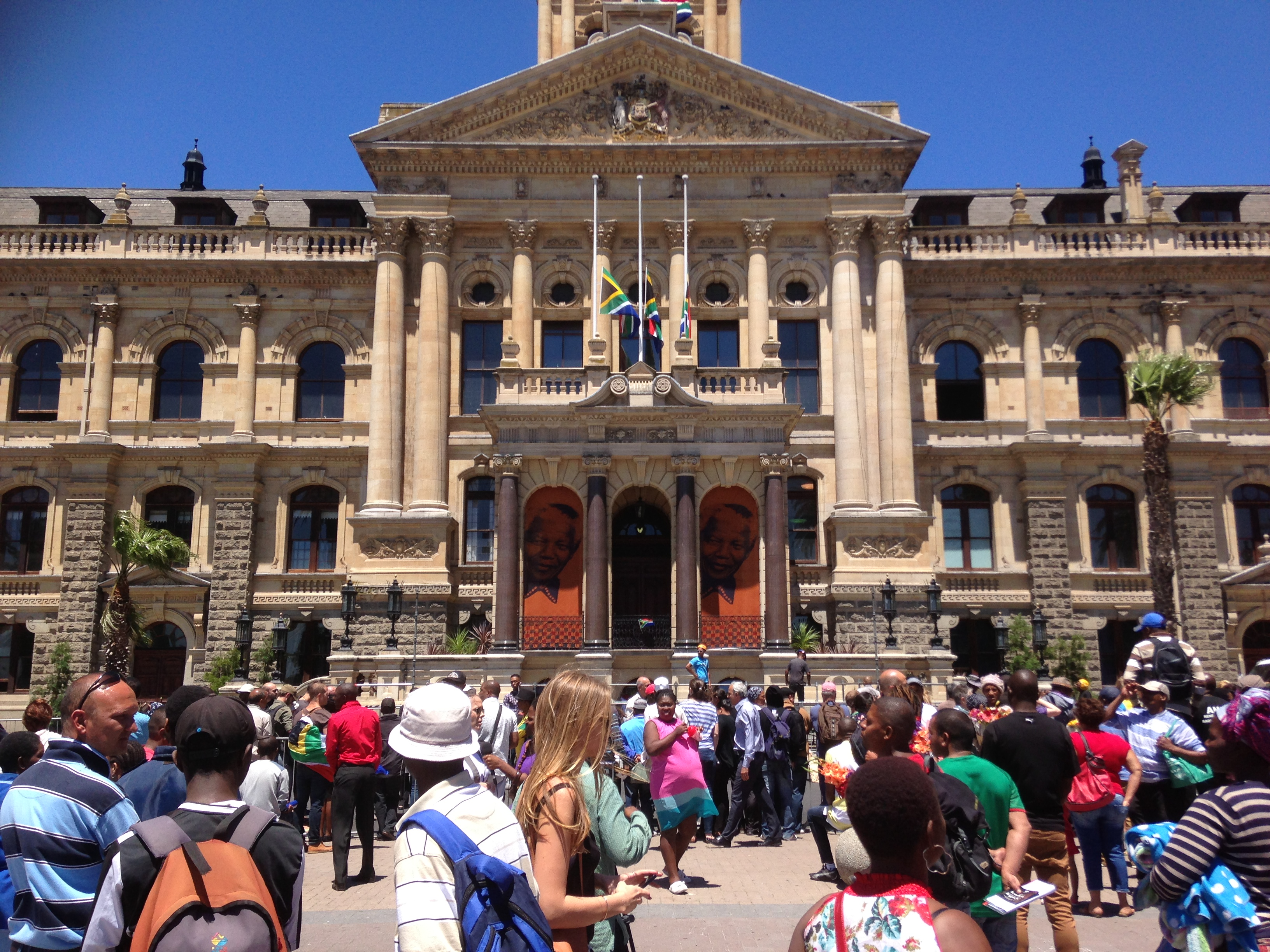
南非当地纪念活动现场

2013年曼德拉因腎臟感染多次進院（曼德拉1980年代被監禁時曾感染肺結核），期間多次傳出病逝的消息，雖他於9月出院並可在家休養，但始終不敵病魔於同年12月5日去世，享年95歲，並由時任南非總統雅各布·祖瑪於其死後三小時後宣佈死訊。並在2013年12月15日舉行國葬。曼德拉逝世時，有多位親戚陪伴在側，惟女兒到英國出席其傳記電影首映禮而未能看其最後一面。

## 争议
埃德温·卡梅伦等评论家指责曼德拉政府在遏制艾滋病方面不作为；截至1999年，南非有10%的人呈HIV阳性。曼德拉后来承认自己对此事的疏忽，将之留给了姆贝基处理。曼德拉也因打击犯罪力度不足而被批评，南非成为世界上犯罪率最高的国家之一；这也是导致90年代末750,000名白人移居外国的主要原因。曼德拉的政府也因腐败丑闻而深陷泥潭，外界认为是曼德拉没能处理好这个问题。

## 家庭

### 妻子

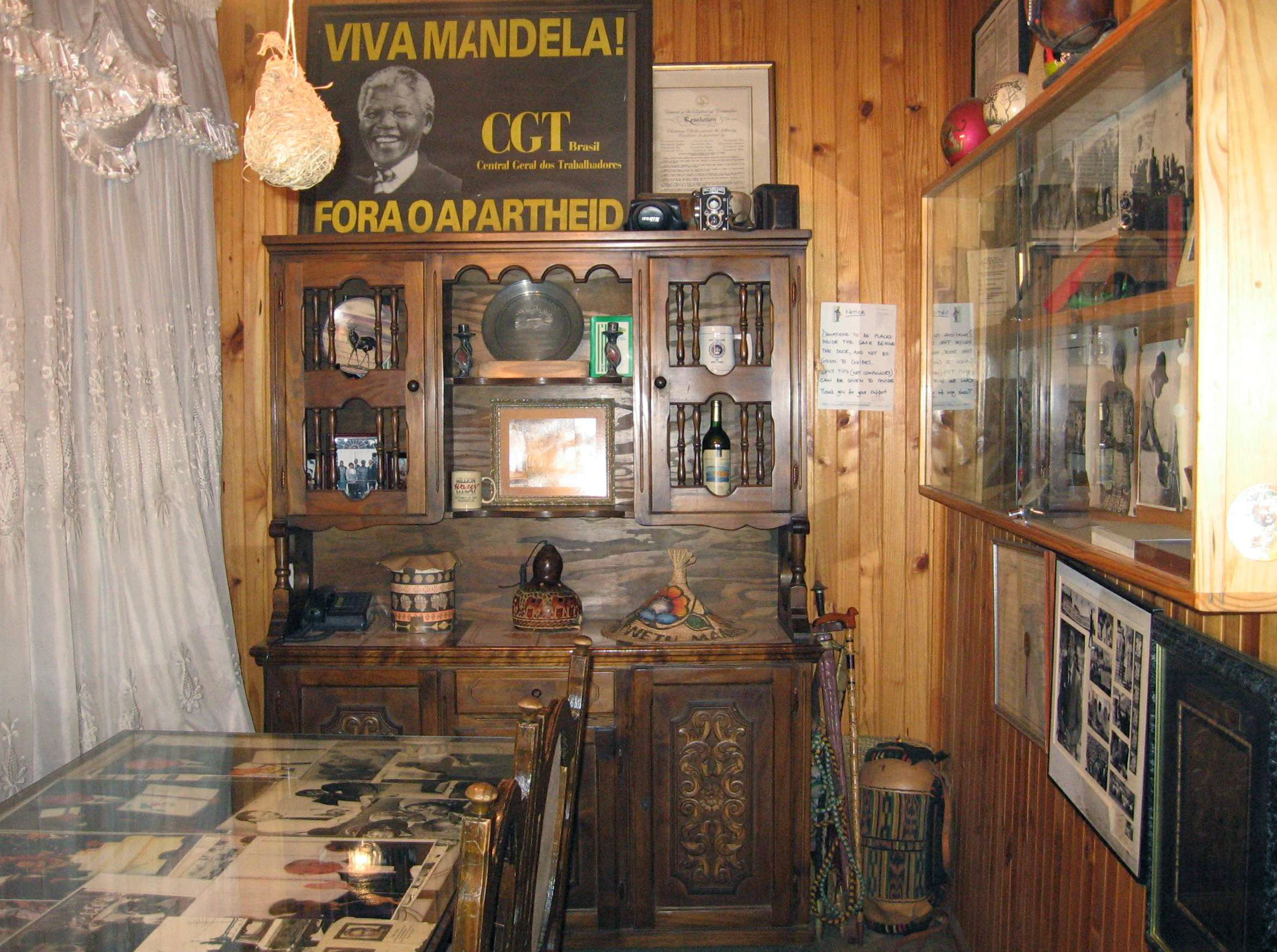
位於索维托的曼德拉博物馆

曼德拉還在求學的時候，家裡就替他選定結婚對象，但曼德拉逃婚。曼德拉一生中曾娶過三位妻子。
第1任妻子：伊芙琳·马斯是端莊嫻靜的鄉村女孩，遠離政治。曼德拉是1944年邂逅馬斯，兩人認識數月後即閃電結婚，同年，曼德拉創立非国大青年聯盟（Youth League），反抗少數白人統治黑人的政治鬥爭很快就占滿曼德拉的生活。新婚前數年，馬斯是快樂的家庭主婦，曼德拉會替3名子女洗澡，律師工作與政治會議結束後還幫忙煮飯。到了1954年，馬斯越來越不滿曼德拉常常不在家。曼德拉第1次因為叛國罪被捕後獲得假釋返家，發現馬斯已經離家，留下2名最年幼的孩子。1957年離婚。伊芙琳于2004年病逝。
第2任妻子：曼德拉第2度被控叛國罪時，温妮·马迪基泽拉進入他的生命。1958年6月曼德拉与温妮结婚，温妮很受到南非人民的爱戴，素有“黑人母亲”的称呼。她後來在要求釋放曼德拉的運動中發揮了積極作用。在曼德拉1990年出狱后，兩人還在他出獄時雙手緊握。但在私底下，溫妮已經愛上別人。溫妮因綁架和參與攻擊他人而被定罪，也使曼德拉陷入痛苦。温妮与曼德拉感情方面出现了裂痕，二人于1992年分居，1996年离婚。
第3任妻子：格拉萨·马谢尔是莫桑比克前总统马歇尔的遺孀。马歇尔1986年因為神秘空難去世，曼德拉在獄中寫信給馬契爾，這是2人首次接觸。他們1990年在莫三比克見面，當時馬契爾還沒走出傷痛。2年後，曼德拉成為馬契爾繼子的教父，並於1996年一起出席辛巴威總統穆加比的婚禮。曼德拉為馬契爾神魂顛倒，並讓媒體報導兩人愛的故事。他告訴記者：「因為她給我的支持與愛，讓我在遲暮之年，像花朵一樣盛開。」1998年7月18日，曼德拉80歲生日，馬契爾打破自己不會再嫁給總統的誓言，與曼德拉結婚。格拉萨因此成為唯一一個与兩個國家元首結婚的第一夫人。曼德拉顯然以妻子為傲，但有時候難掩寂寞。他2007年向學生演說時開玩笑：「她比我還忙。我們會一起吃中餐、出門，再相會的時候，已經是晚餐時候。真希望當初結婚時，老婆是個沒這麼忙的人。」2013年12月26日南非新聞網站「新聞24」（news24）引述阿巴滕布王室（Kingdom of Aba Thembu）聲明稿表示，曼德拉的過世並不代表生前對馬契爾的承諾也一併終止。王室肯定馬契爾在曼德拉晚年對他無微不至的照顧與貢獻「馬契爾仍然是曼德拉家族一員，任何不尊重她的家庭成員都是家族的恥辱。」

### 儿女
曼德拉一共有六个孩子，两男四女。
他与其首任夫人共生下两男两女，不过大女儿在出生后就夭折了。曼德拉的大儿子马迪巴·滕贝基莱于1969年死于车祸，而他的二儿子马克贾托·曼德拉于2005年1月6日死于愛滋病。他的長孫1974年出生。
曼德拉与他的第二任妻子温妮生有两个女儿。小女兒津齐·曼德拉-赫隆瓦内（1960年出生）於2020年7月13日病逝。
仍在世的二名女兒，分別是與首任妻子生的玛卡齐韦（Makaziwe Mandela，1954年出生）及第二任妻子温妮生的泽纳妮·曼德拉-德拉米尼。曼德拉生前把出售其“手掌印”產品成立的信托基金交由密友管理，並在多年前以限量為由，下令停止印制掌印產品。2005年，曼德拉將財產注入基金，表明只會在女兒有困難時才發放金錢，不想女兒倚靠他的錢過活。

## 荣誉

### 外国勋章奖章
- 印度国宝勋章（印度，1990年1月公布[318]）
- 一等景星勳章（中華民國，1993年7月31日）

## 影响

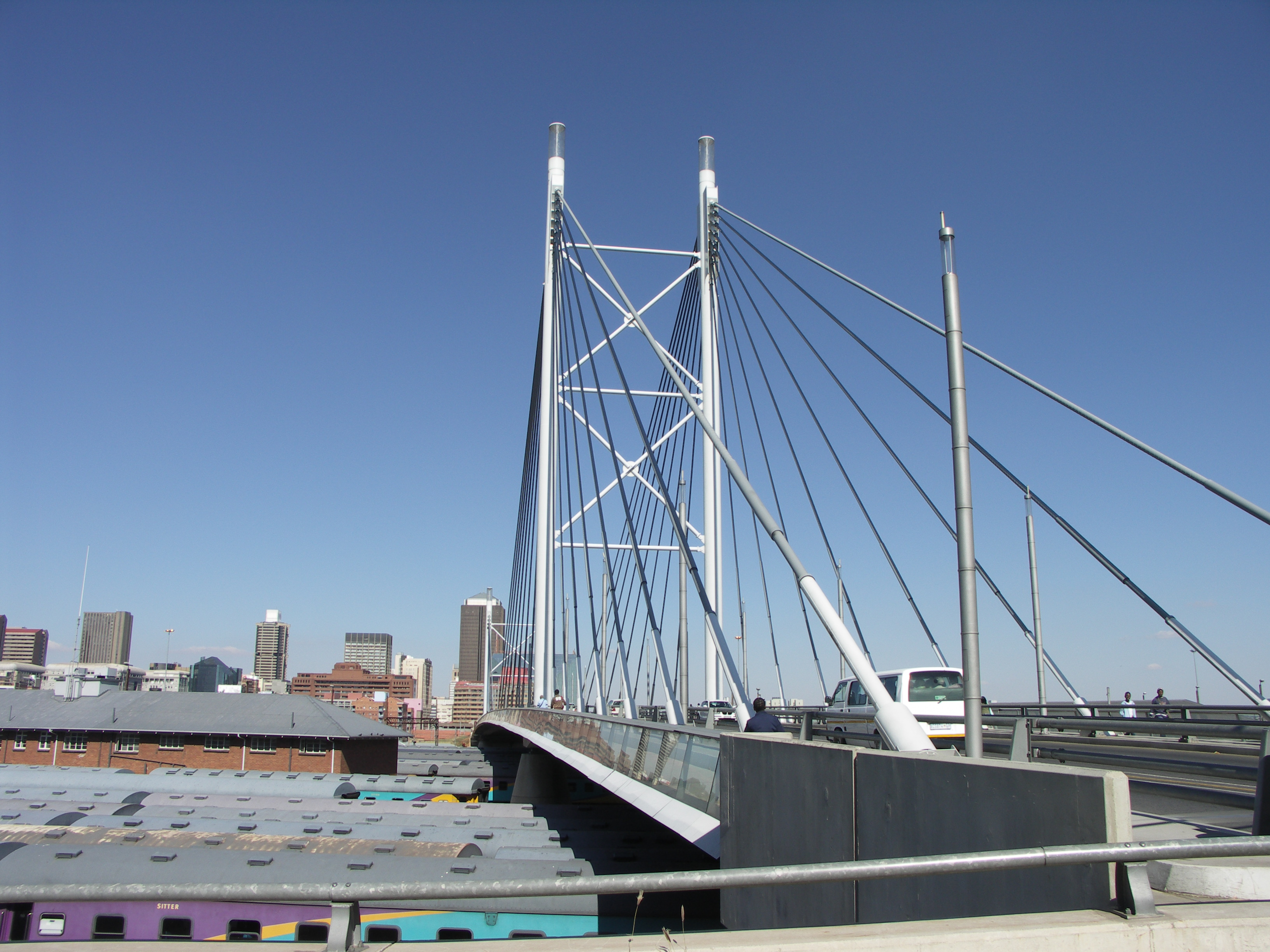
以曼德拉为名的纪念大桥

作为著名的反种族隔离民主斗士，曼德拉用行动深深的影响了几代人。
2013年12月17日，Google公布「時代精神」名單，南非人權鬥士「曼德拉」成為2013年全球最熱門搜尋排行榜第一名。

### 全球请愿活动
曼德拉入狱以来，一直有人为此向南非政府抗议并要求他们释放被囚禁在监狱中的曼德拉。
| 时间          | 地点   | 要求者             | 要求和方式                                                 |
| ------------- | ------ | ------------------ | ---------------------------------------------------------- |
| 1980年3月23日 | 索韦托 | 5000人             | 通过集会纪念沙佩维尔惨案20周年并要求释放曼德拉和其他政治犯 |
| 1981年        | 法国   | 17000人            | 将签名的请愿书送到巴黎的南非大使馆，要求释放曼德拉         |
| 1982年        | 非洲   | 非洲统一组织       | 呼吁释放曼德拉                                             |
| 1982年8月     | 欧洲   | 1400位欧洲城市市长 | 联名要求释放曼德拉                                         |
| 1983年        | 荷兰   | 荷兰国会           | 要求荷兰政府敦促南非政府释放曼德拉和所有政治犯             |
| 1983年        | 英国   | 78名议会议员       | 要求释放曼德拉                                             |
| 1983年        | 荷兰   | 荷兰政府           | 照会南非政府，要求释放曼德拉并准备为曼德拉提供政治避难     |
| 1984年        | 英国   | “特别AKA”乐队      | 发行“释放曼德拉”唱片                                       |
| 1984年        | 美国   | 135名众议员        | 提交决议，呼吁释放曼德拉，这一决议获得参议院批准           |
| 1984年        |        | 50000人            | 通过雷沃尔·哈多斯顿大主教将联名请愿书递交联合国            |
| 1985年        | 英国   | 50多个英国市镇市长 | 游行穿过伦敦，要求英国首相采取措施以保证曼德拉得以释放     |

### 古利特献上金球奖
苏里南裔的荷兰著名黑人球星古利特，曾深受種族歧視之苦，在1987年古利特获得了欧洲金球奖后，他将纳尔逊·曼德拉的名字刻在了金球奖奖杯上，以此支持当时身在狱中的曼德拉。

### 罗本岛成为热门旅游地
曾经关押曼德拉和其他政治犯的罗本岛监狱，在南非推翻种族隔离制度后，被辟为旅游目的地。罗本岛于1999年被联合国教科文组织列为世界文化遗产。

### 曼德拉国际日
2009年11月11日，第六十四届联合国代表大会通过决议，将曼德拉的生日：7月18日定为曼德拉国际日，以表彰“其为和平及自由所作出的贡献”。
2014年7月18日，谷歌涂鸦纪念曼德拉诞辰96周年，以6句箴言展现其奋斗的一生：
- No one is born hating another person because of the color of his skin, or his background, or his religion.
没有人生来就会因为一个人的肤色、背景或宗教而憎恨他人。
- People must learn to hate, and if they can learn to hate, they can be taught to love, for love comes more naturally to the human heart than its opposite.
人们必须学会恨，如果他们能学会恨，他们就能学会爱，因为爱比恨能更加自然地进入人心里。／恨是人学来的，如果他们可以学怎么恨人，他们就能够被教怎么爱，因为爱才是人心更自然的向往。
- What counts in life is not the mere fact that we have lived. It is what difference we have made to the lives of others that will determine the significance of the life we lead.
生命的意义并不仅仅在于我们活过，决定我们生命意义的是我们为他人的生活带来的改变。
- Education is the most powerful weapon which we can use to change the world.
教育是我们可以用来改变世界的最强有力的武器。
- For to be free is not merely to cast off one’s chains, but to live in a way that respects and enhances the freedom of others.
自由不仅仅意味着摆脱自身的枷锁，还意味着以一种尊重并增进他人自由的方式生活。
- The greatest glory in living lies not in never falling, but in rising every time you fall.
生命最大的荣耀不是从不跌倒，而是每次跌倒都能爬起来[323]。

## 相關作品

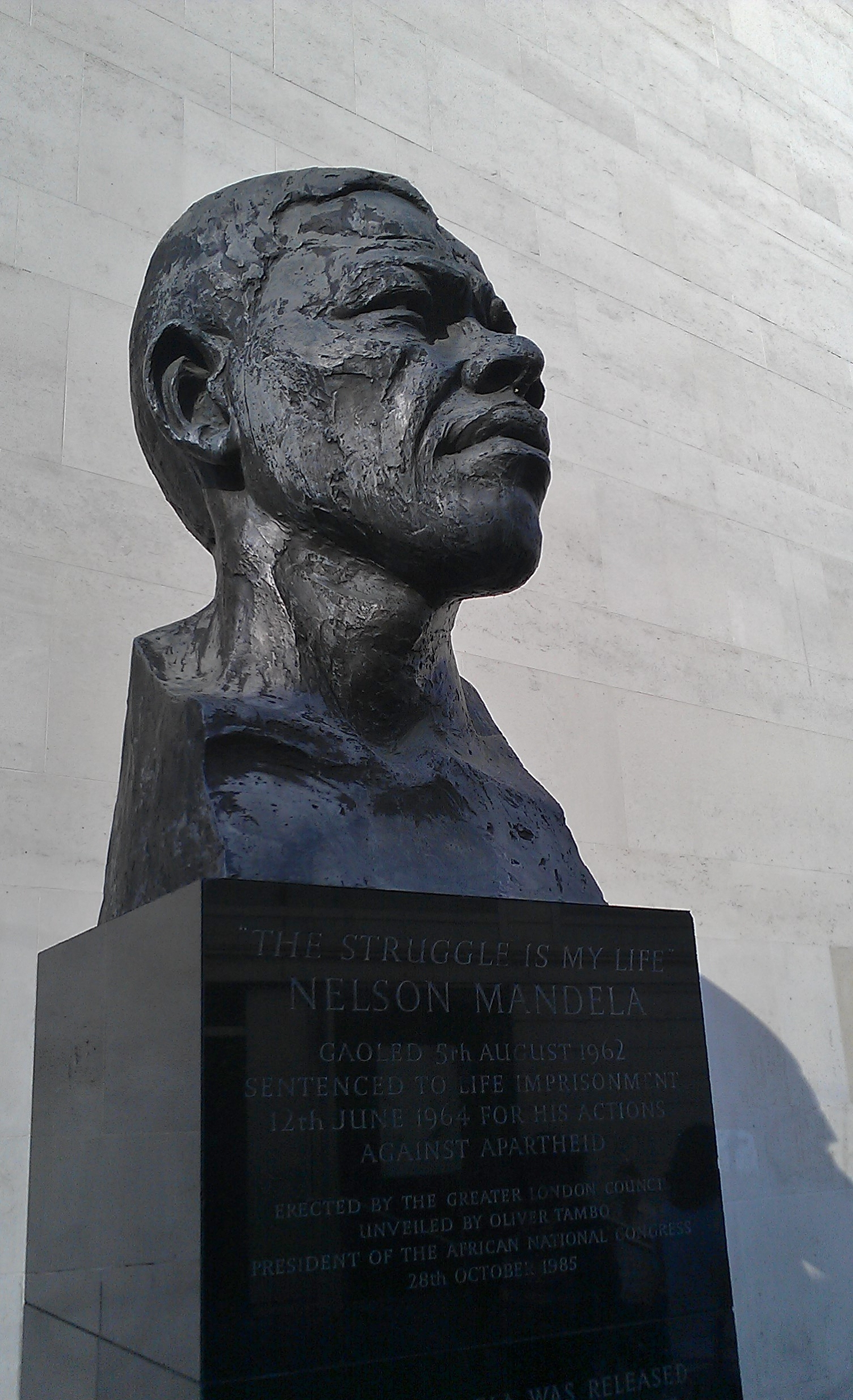
位於伦敦南岸的曼德拉半身像，1985年立

### 著作
- 英语：《A Long Walk to Freedom: The (International) Autobiogaphy of Nelson Mandla》——2008年6月2日（Back Bay Books ISBN 978-0-316-03478-4）

### 译作
- 中文：《与自己对话：曼德拉自传》2011，译者王旭（中信出版社，ISBN 978-7-5086-2601-7）
- 中文：《勇者曼德拉自传：漫漫自由路》2010，译者谭振学（旧版，广西师范大学出版社，ISBN 978-7-5633-9962-8）[324]

### 詞曲
- 《光輝歲月》，該歌曲的作者黃家駒深受曼德拉感動，于1990年曼德拉出獄時為他寫下這首歌詞，最後譜成經典名曲[325]。
- 《夢想......有一天》，2011年鍾氏兄弟為誌馬丁·路德·金和曼德拉而譜寫的作品，歌詞中亦向他致敬。

### 電影
- 2009年1月18日美國上映：《遊戲終點（英语：Endgame (2009 film)）》描述英國礦業公司為了維護在南非的長期利益，其礦業公司的代表Michael Young找來了被稱為恐怖份子的南非非洲人國民大會代表Thabo Mbeki和在南非白人傾向自由主義大學教授代表Willie Esterhuyse，以及其他對南非種族隔離政權的相關人士，聚集在英格蘭東南部的小莊園進行機密會談。經過無數的會談和努力，最終釋放了爭取民主自由而被關在监獄20多年的曼德拉，當曼德拉步出莊園重獲自由的那一刻，全國民眾無不激動落淚。
克拉克·彼得斯飾演曼德拉。
- 2009年12月11日美國上映：《打不倒的勇者》，摩根·弗里曼飾演曼德拉[326]。
- 2013年11月29日英國上映：《曼德拉：漫漫自由路》，贾斯汀·查德维克执导的英国传记片，伊卓瑞斯·艾尔巴飾演曼德拉。

### 引用
1. 1 2 3  Nelson Mandela, anti-apartheid icon and father of modern South Africa, dies （页面存档备份，存于）. CNN.
2. ↑  . sciencespo.fr.   [2020-04-21]. （原始内容存档于2021-01-09）.
3. ↑  . Eisa.org.za.   [2011-11-21]. （原始内容存档于2012-01-19）.
4. ↑  曼德拉去世：深夜里的哀思 （页面存档备份，存于），亚太日报，2013年12月9日
5. ↑  . www.cna.com.tw.   [2020-04-21]. （原始内容存档于2020-05-18）.
6. ↑  .   [2013-12-07]. （原始内容存档于2020-07-25）.
7. ↑  Madiba’s Many Names （页面存档备份，存于） Nelson Mandela Foundation
8. 1 2  Mandela 1994，第3頁; Sampson 2011，第3頁; Smith 2010，第17頁.
9. ↑  Mandela 1994，第4頁; Smith 2010，第16頁.
10. ↑  Guiloineau & Rowe 2002，第23頁; Mafela 2008.
11. 1 2  Guiloineau & Rowe 2002，第26頁; Mafela 2008.
12. ↑  Smith 2010，第19頁.
13. ↑  Mandela 1994，第8–9頁; Sampson 2011，第4頁; Smith 2010，第21–22頁.
14. ↑  Mandela 1994，第17頁.
15. ↑  Mandela 1994，第7–8頁; Sampson 2011，第4頁; Smith 2010，第16, 23–24頁.
16. ↑  Mandela 1994，第19頁.
17. ↑  Mandela 1994，第15頁.
18. ↑  Mandela 1994，第12頁; Smith 2010，第23–24頁.
19. ↑  Mandela 1994，第18–19頁; Sampson 2011，第5,7頁; Smith 2010，第24頁; Forster 2014，第91–92頁.
20. ↑  Mandela 1994，第20頁; Sampson 2011，第7頁; Smith 2010，第25頁.
21. ↑  Mandela 1994，第8, 20頁.
22. ↑  Mandela 1994，第22–25頁; Sampson 2011，第7–9頁; Smith 2010，第26–27頁.
23. ↑  Mandela 1994，第27–29頁.
24. ↑  Mandela 1994，第25頁; Smith 2010，第27頁.
25. ↑  Mandela 1994，第43頁.
26. ↑  Mandela 1994，第36–42頁; Sampson 2011，第14頁; Smith 2010，第29–31頁.
27. 1 2  Mandela 1996, pp. 16, 17
28. ↑  Mandela 1994，第45–47頁; Sampson 2011，第15頁; Smith 2010，第31頁.
29. ↑  Mandela 1994，第48–50頁.
30. ↑  Sampson 2011，第17頁.
31. ↑  Mandela 1994，第52頁; Sampson 2011，第17–18頁; Smith 2010，第31–32頁.
32. ↑  Mandela 1994，第53–54頁; Sampson 2011，第18–21頁; Smith 2010，第32頁.
33. ↑  Mandela 1994，第56頁; Smith 2010，第32頁.
34. ↑  Mandela 1994，第62–65頁; Sampson 2011，第21, 25頁; Smith 2010，第33–34頁; Meredith 2010，第18頁.
35. ↑  Mandela 1994，第62–63頁; Sampson 2011，第24–25頁; Smith 2010，第33–34頁; Meredith 2010，第17–18頁.
36. ↑  Mandela 1994，第67–69頁; Sampson 2011，第25頁; Smith 2010，第34頁.
37. ↑  Mandela 1994，第68頁; Sampson 2011，第25頁; Smith 2010，第35頁.
38. ↑  Mandela 1994，第68頁; Meredith 2010，第18頁; Forster 2014，第93頁
39. ↑  Sampson 2011，第25頁.
40. ↑  Mandela 1994，第70–71頁; Sampson 2011，第26頁.
41. ↑  Mandela 1994，第78–86頁; Sampson 2011，第26–27頁; Smith 2010，第34–35頁; Meredith 2010，第19–20頁.
42. ↑  Mandela 1994，第73–76頁; Sampson 2011，第27–28頁; Smith 2010，第36–39頁.
43. ↑  Mandela 1994，第89–94頁; Sampson 2011，第29–30頁; Smith 2010，第40頁.
44. ↑  Mandela 1994，第96–101頁; Sampson 2011，第30–31頁; Smith 2010，第41頁.
45. ↑  Mandela 1994，第104–105頁; Sampson 2011，第32–33頁; Smith 2010，第43, 48頁.
46. ↑  Mandela 1994，第106頁; Smith 2010，第48–49頁.
47. ↑  Mandela 1994，第122–123頁; Sampson 2011，第37頁; Smith 2010，第48頁.
48. ↑  Mandela 1994，第100頁; Sampson 2011，第34頁; Smith 2010，第44頁.
49. ↑  Mandela 1994，第99, 108–110頁; Sampson 2011，第33頁; Smith 2010，第44–45頁.
50. ↑  Mandela 1994，第113–116頁; Sampson 2011，第33頁; Smith 2010，第45–46頁.
51. ↑  Mandela 1994，第118–119頁; Sampson 2011，第34頁.
52. ↑  Mandela 1994，第116–117, 119–120頁; Sampson 2011，第33頁; Smith 2010，第47頁.
53. ↑  Mandela 1994，第122, 126–27頁; Sampson 2011，第34頁; Smith 2010，第49頁.
54. ↑  Mandela 1994，第135頁.
55. ↑  Smith 2010，第inset photographs頁
56. ↑  Mandela 1994，第127–131頁; Sampson 2011，第34–35頁; Smith 2010，第64–65頁.
57. ↑  Mandela 1994，第136頁; Smith 2010，第53頁.
58. ↑  Mandela 1994，第137–139頁; Sampson 2011，第38–39頁; Smith 2010，第53頁.
59. ↑  Mandela 1994，第142–143頁; Smith 2010，第54頁.
60. ↑  Mandela 1994，第139–143頁; Sampson 2011，第39–41頁; Smith 2010，第52–56頁.
61. ↑  Mandela 1994，第144, 148–149頁; Sampson 2011，第36頁; Smith 2010，第59–62頁.
62. ↑  Mandela 1994，第149, 152頁; Sampson 2011，第36頁; Smith 2010，第60–64頁; see also . Nelson Mandela Centre of Memory. Nelson Mandela Foundation.   [2013-12-08]. （原始内容存档于2013-12-07）..
63. ↑  Mandela 1994，第150, 210頁; Sampson 2011，第36頁; Smith 2010，第67頁.
64. ↑  Mandela 1994，第151頁; Smith 2010，第64頁.
65. ↑  Mandela 1994，第153–154頁; Sampson 2011，第48頁; Smith 2010，第66頁.
66. ↑  Mandela 1994，第154頁; Sampson 2011，第42頁.
67. ↑  Mandela 1994，第154–157頁; Sampson 2011，第49頁; Smith 2010，第66頁.
68. ↑  Mandela 1994，第159–162頁; Sampson 2011，第51–52頁; Smith 2010，第70–72頁.
69. ↑  Mandela 1994，第162–165頁; Sampson 2011，第53–55頁; Smith 2010，第72–73頁.
70. ↑  Sampson 2011，第35頁; Smith 2010，第68–70頁.
71. ↑  Mandela 1994，第168頁; Sampson 2011，第55–56頁.
72. ↑  Mandela 1994，第165–167頁; Sampson 2011，第61–62頁; Smith 2010，第74–75頁.
73. ↑  Mandela 1994，第176頁; Sampson 2011，第63–64頁; Smith 2010，第78頁.
74. ↑  Mandela 1994，第177–172頁; Sampson 2011，第64–65頁; Smith 2010，第75–76頁.
75. ↑  Mandela 1994，第170頁; Smith 2010，第94頁.
76. ↑  Mandela 1994，第182–183頁; Sampson 2011，第66–67頁; Smith 2010，第77, 80頁.
77. ↑  Mandela 1994，第183–188頁; Sampson 2011，第69頁; Smith 2010，第81–83頁.
78. ↑  Mandela 1994，第188–192頁; Sampson 2011，第68頁.
79. ↑  Mandela 1994，第194–195頁; Sampson 2011，第72–73頁; Smith 2010，第85頁.
80. ↑  Mandela 1994，第195–198頁; Sampson 2011，第71–72頁; Smith 2010，第83–84頁.
81. ↑  Mandela 1994，第199–200, 204頁; Sampson 2011，第73頁; Smith 2010，第86頁.
82. ↑  Mandela 1994，第205–207, 231頁; Sampson 2011，第81–82, 84–85頁; Smith 2010，第116–117頁.
83. ↑  Mandela 1994，第209–210頁; Sampson 2011，第7頁; Smith 2010，第87頁.
84. ↑  Mandela 1994，第210–216頁; Sampson 2011，第77–80頁; Smith 2010，第87–93頁.
85. ↑  Smith 2010，第95–99, 105–106頁.
86. ↑  Mandela 1994，第293–294頁; Sampson 2011，第76–77頁; Smith 2010，第98–99, 105–106頁.
87. ↑  Mandela 1994，第218–233, 234–236頁; Sampson 2011，第82–84頁; Smith 2010，第120–123頁.
88. ↑  Mandela 1994，第226–227頁; Sampson 2011，第84頁; Smith 2010，第118頁.
89. ↑  Mandela 1994，第243–249頁; Sampson 2011，第87–95頁; Smith 2010，第118–120, 125–128頁.
90. ↑  Mandela 1994，第253–274頁; Sampson 2011，第96–99頁; Smith 2010，第130–132頁.
91. ↑  Mandela 1994，第275頁; Sampson 2011，第101–102頁.
92. ↑  Mandela 1994，第296頁; Sampson 2011，第110頁; Smith 2010，第102–104頁.
93. ↑  Mandela 1994，第306–311頁; Sampson 2011，第110–113頁; Smith 2010，第104, 132–145頁.
94. ↑  Sampson 2011，第92頁.
95. ↑  Mandela 1994，第283–292頁; Sampson 2011，第103–106頁; Smith 2010，第163–164頁.
96. ↑  Mandela 1994，第299–305頁; Sampson 2011，第116–117頁; Smith 2010，第167–168頁.
97. ↑  Mandela 1994，第331–334頁; Sampson 2011，第122–123頁; Smith 2010，第167頁.
98. ↑  Mandela 1994，第327–330頁; Sampson 2011，第117–122頁; Smith 2010，第171–173頁.
99. ↑  Mandela 1994，第342–346頁; Sampson 2011，第130–131頁; Smith 2010，第173–175頁.
100. ↑  Mandela 1994，第347–357頁; Sampson 2011，第132–133頁; Smith 2010，第175頁.
101. ↑  Mandela 1994，第357–364頁; Sampson 2011，第134–135頁; Smith 2010，第177頁.
102. ↑  Mandela 1994，第373–374頁; Sampson 2011，第140–143頁; Smith 2010，第183–185頁.
103. ↑  Mandela 1994，第377–380頁; Sampson 2011，第143頁; Smith 2010，第178頁.
104. ↑  Mandela 1994，第283–287頁; Sampson 2011，第144–146, 154頁; Smith 2010，第186–188, 193頁.
105. ↑  Mandela 1994，第289–291頁; Sampson 2011，第147–149頁; Smith 2010，第188–189頁.
106. ↑  Mandela 1994，第393–396頁; Sampson 2011，第150–151頁; Smith 2010，第206–210頁.
107. ↑  Mandela 1994，第397–398頁; Sampson 2011，第151–154頁; Smith 2010，第209–214頁.
108. ↑  Mandela 1994，第397–409頁; Sampson 2011，第154–156頁; Smith 2010，第191, 222–229頁.
109. ↑  Ellis 2011，第667–668頁.
110. ↑  . Sacp.org.za. 2013-12-06  [2014-07-18]. （原始内容存档于2016-03-03）.; Marrian, Natasha. . Business Day. 2013-12-06  [2013-12-07]. （原始内容存档于2016-03-06）.
111. ↑  Mandela 1994，第411–412頁.
112. ↑  Mandela 1994，第413–415頁; Sampson 2011，第158–159頁; Smith 2010，第239–246頁.
113. ↑  Mandela 1994，第418–425頁; Sampson 2011，第160–162頁; Smith 2010，第251–254頁.
114. ↑  Mandela 1994，第427–432頁; Sampson 2011，第163–165頁; Smith 2010，第255–256頁.
115. ↑  Mandela 1994，第432–440頁; Sampson 2011，第165–167頁; Smith 2010，第256–259頁.
116. ↑  Mandela 1994，第441–443頁; Sampson 2011，第167–169頁; Smith 2010，第259–261頁.
117. ↑  Mandela 1994，第443–445頁; Sampson 2011，第169–170頁; Smith 2010，第261–262頁.
118. ↑  Mandela, Nelson. . Nelson Mandela Centre of Memory. Nelson Mandela Foundation.   [2013-12-16]. （原始内容存档于2016-02-01）.
119. ↑  Mandela 1994，第435–435頁; Sampson 2011，第170–172頁; Smith 2010，第275–276頁.
120. ↑  DAVID JOHNSTON. . The New York Times. 1990-06-10  [2010-07-13]. （原始内容存档于2020-12-17）. The report, scheduled for publication on Sunday, quoted an unidentified retired official who said that a senior C.I.A. officer told him shortly after Mr. Mandela's arrest: We have turned Mandela over to the South African Security branch. We gave them every detail, what he would be wearing, the time of day, just where he would be.
121. ↑  Stein, Jeff, , Newsweek, 20134-12-05  [2015-03-24], （原始内容存档于2014-01-17）, According to a 1990 Johannesburg Sunday Times newspaper account, a CIA agent by the name of Millard Shirley fingered Mandela for the apartheid regime\u2019s secret police, allowing them to throw up a roadblock and capture him.
122. ↑  Mandela 1994，第278–279頁
123. ↑  Sampson 2011，第171頁
124. ↑  Mandela 1994，第456–459頁; Sampson 2011，第172–173頁.
125. ↑  Mandela 1994，第463–465頁; Sampson 2011，第173–174頁; Smith 2010，第292–293頁.
126. ↑  Mandela 1994，第468–482頁; Sampson 2011，第174–176頁.
127. ↑  Mandela 2004，第27–32頁; Sampson 2011，第183–186頁; Smith 2010，第292–295頁.
128. ↑  Mandela 2004，第33–42頁; Sampson 2011，第186–190頁.
129. ↑  Mandela 2004，第42–57頁; Sampson 2011，第190–194頁; Smith 2010，第300–302頁.
130. ↑  Mandela 2004，第62頁; Sampson 2011，第194–195頁; Smith 2010，第303頁.
131. ↑  Mandela 2004，第63–68頁; Sampson 2011，第196–197頁; Smith 2010，第306頁.
132. ↑  Mandela 2004，第75–78頁; Sampson 2011，第204頁; Smith 2010，第307–308頁.
133. ↑  Mandela 2004，第79–80頁; Sampson 2011，第205頁; Meredith 2010，第279頁.
134. ↑  Mandela 2004，第82–84, 108–116頁; Sampson 2011，第206–207頁; Meredith 2010，第281–283, 290–291頁
135. ↑  Mandela 2004，第126頁; Sampson 2011，第205, 258頁; Meredith 2010，第299頁.
136. ↑  Mandela 2004，第102–108頁; Sampson 2011，第205頁; Meredith 2010，第283頁.
137. ↑  Mandela 2004，第83, 90, 136–138頁; Meredith 2010，第284, 296–298頁.
138. ↑  Sampson 2011，第210–214頁; Meredith 2010，第298–299頁.
139. ↑  Sampson 2011，第236–241, 288–294頁; Meredith 2010，第292–295頁.
140. ↑  Sampson 2011，第232頁; Meredith 2010，第301, 313頁.
141. ↑  Sampson 2011，第229頁; Meredith 2010，第295, 299–301頁.
142. ↑  Sampson 2011，第221頁; Meredith 2010，第301–302頁.
143. ↑  Sampson 2011，第222頁; Meredith 2010，第337頁.
144. ↑  Sampson 2011，第241頁; Meredith 2010，第334頁.
145. ↑  Sampson 2011，第246–247頁; Meredith 2010，第303–304頁.
146. ↑  Sampson 2011，第248–254, 302頁; Meredith 2010，第287–288, 304–310頁
147. ↑  Hutton, Barbara. . Bellville: Pearson South Africa. 1994: 60  [2015-03-24]. ISBN 0868774170. （原始内容存档于2015-03-18）.
148. ↑  Sampson 2011，第222, 235頁; Meredith 2010，第301頁.
149. ↑  "Nelson Mandela: How sport helped to transform a nation" （页面存档备份，存于）. BBC. Retrieved 2013-12-06
150. ↑  Sampson 2011，第231頁.
151. ↑  Sampson 2011，第223–225頁; Meredith 2010，第308–310頁.
152. ↑  Sampson 2011，第226–227頁.
153. ↑  Sampson 2011，第228頁.
154. ↑  Sampson 2011，第314–315頁.
155. ↑  Sampson 2011，第242–243頁; Meredith 2010，第317頁.
156. ↑  Sampson 2011，第285–286頁.
157. ↑  Sampson 2011，第259–276頁; Meredith 2010，第324–327頁.
158. ↑  Sampson 2011，第277–283頁; Meredith 2010，第327–328頁.
159. ↑  Sampson 2011，第296頁.
160. ↑  Sampson 2011，第315–316頁.
161. ↑  Sampson 2011，第319–320頁; Meredith 2010，第338–339頁.
162. ↑  Sampson 2011，第321頁.
163. ↑  Sampson 2011，第324–325頁; Meredith 2010，第340頁.
164. ↑  Sampson 2011，第324–325頁; Meredith 2010，第346–347頁.
165. ↑  Sampson 2011，第326頁; Meredith 2010，第347頁.
166. ↑  Sampson 2011，第329頁.
167. ↑  Sampson 2011，第335–336頁; Meredith 2010，第341–346頁.
168. ↑  Sampson 2011，第338–342頁; Meredith 2010，第249–256頁.
169. ↑  Meredith 2010，第340頁.
170. ↑  Sampson 2011，第330–332頁; Meredith 2010，第351–352頁; . ANC.   [2008-10-28]. （原始内容存档于2008-06-22）.
171. ↑  Sampson 2011，第343–345頁; Meredith 2010，第358頁.
172. ↑  Sampson 2011，第347–355頁; Meredith 2010，第359–360頁.
173. ↑  Sampson 2011，第363–378頁; Meredith 2010，第362–368頁.
174. ↑  Sampson 2011，第368頁; Ketchum, Mike. . African National Congress.   [2008-12-23]. （原始内容存档于2008-07-09）.
175. ↑  Sampson 2011，第373–380頁; Meredith 2010，第371–383頁.
176. ↑  Sampson 2011，第369–370頁; Meredith 2010，第369頁.
177. ↑  Sampson 2011，第381頁; Meredith 2010，第369–370頁.
178. ↑  Sampson 2011，第384–385, 392–393頁; Christopher S. Wren. . The New York Times. 1988-12-08  [2013-02-13]. （原始内容存档于2013-02-14）.
179. ↑  Sampson 2011，第386頁; Meredith 2010，第388頁.
180. ↑  Sampson 2011，第390–392頁; Meredith 2010，第387–388頁.
181. ↑  Sampson 2011，第399–402頁; Meredith 2010，第369–397頁; . BBC. 1990-02-11  [2008-10-28]. （原始内容存档于2013-02-26）.
182. ↑  Sampson 2011，第403頁
183. ↑  Sampson 2011，第407頁; Meredith 2010，第399–402頁; Ormond, Roger. . The Guardian (London). 1990-02-12  [2008-10-28]. （原始内容存档于2013-02-26）.
184. ↑  Sampson 2011，第408–409頁; Meredith 2010，第400–402頁; The text of Mandela's speech can be found at . ANC. 1990-02-11  [2008-10-28]. （原始内容存档于2008-07-28）.
185. ↑  Sampson 2011，第409–410頁; Meredith 2010，第403–405頁.
186. ↑  Sampson 2011，第412–414頁; Meredith 2010，第409–410頁; . Itnsource.com. 1990-04-16  [2012-12-27]. （原始内容存档于2013-02-14）.
187. ↑  Sampson 2011，第415–418頁.
188. ↑  Sampson 2011，第420頁; Meredith 2010，第410頁.
189. ↑  Sampson 2011，第418–420頁.
190. ↑  Sampson 2011，第424–427頁; Meredith 2010，第412–413頁.
191. ↑  Sampson 2011，第429–430頁; Meredith 2010，第439–440頁.
192. ↑  Sampson 2011，第431, 448頁; Meredith 2010，第409頁.
193. ↑  Sampson 2011，第431, 448頁; Meredith 2010，第429–436, 435–460頁
194. ↑  Sampson 2011，第436–442頁; Meredith 2010，第418–424頁.
195. ↑  Sampson 2011，第444頁; Meredith 2010，第425–426頁.
196. ↑  Sampson 2011，第456–459頁; Meredith 2010，第443–446頁.
197. ↑  Sampson 2011，第461–462頁; Meredith 2010，第462–463頁.
198. ↑  Sampson 2011，第462–463頁; Meredith 2010，第466–467頁.
199. ↑  Sampson 2011，第463–467頁; Meredith 2010，第467–471頁.
200. ↑  Sampson 2011，第472頁; Meredith 2010，第489–491頁.
201. ↑  Sampson 2011，第466, 470–471頁; Meredith 2010，第449–450, 488頁.
202. ↑  Sampson 2011，第468–469頁; Meredith 2010，第476–480頁.
203. ↑  Sampson 2011，第471頁.
204. ↑  Sampson 2011，第474頁; Meredith 2010，第494頁.
205. ↑  Sampson 2011，第434–445, 473頁; Meredith 2010，第497頁.
206. ↑  Cunningham, Matthew. . The Guardian (London). 2004-06-03  [2008-10-26]. （原始内容存档于2013-02-14）.
207. ↑  Sampson 2011，第467–477頁; Meredith 2010，第495頁.
208. ↑  Sampson 2011，第478頁; Meredith 2010，第495–496頁.
209. ↑  Sampson 2011，第479頁.
210. ↑  Sampson 2011，第479–480頁.
211. ↑  Sampson 2011，第477–478頁; Meredith 2010，第484頁.
212. ↑  Sampson 2011，第480–489頁; Meredith 2010，第488–489; 504–510頁
213. ↑  Sampson 2011，第488頁; Meredith 2010，第500–501頁.
214. ↑  Sampson 2011，第491頁; Meredith 2010，第512頁; Glen Levy. . Time. 2010-11-15  [2013-03-25]. （原始内容存档于2013-03-25）.
215. ↑  Sampson 2011，第490頁; Meredith 2010，第510–512頁; . History.   [2013-02-26]. （原始内容存档于2013-02-26）.
216. ↑  Sampson 2011，第492–493頁; Meredith 2010，第514頁.
217. ↑  Sampson 2011，第492頁; . BBC. 1994-05-10  [2008-05-26]. （原始内容存档于2013-02-25）.
218. ↑  Sampson 2011，第508–511頁; Meredith 2010，第566頁.
219. ↑  Sampson 2011，第496–497頁; Meredith 2010，第523, 543頁.
220. ↑  Sampson 2011，第502頁.
221. ↑  Sampson 2011，第497–499, 510頁.
222. ↑  Sampson 2011，第501, 504頁.
223. ↑  Sampson 2011，第517頁; Meredith 2010，第543頁.
224. ↑  Sampson 2011，第525–527頁; Meredith 2010，第547–548頁.
225. ↑  Sampson 2011，第503頁; Meredith 2010，第495頁; Khumalo, Fred. . BBC. 2004-08-05  [2008-10-28]. （原始内容存档于2013-02-25）.
226. ↑  Meredith 2010，第517頁
227. ↑  Sampson 2011，第500, 507頁; Meredith 2010，第539–542頁.
228. ↑  Sampson 2011，第546–549頁; Meredith 2010，第574–575頁.
229. ↑  Sampson 2011，第524頁.
230. ↑  Sampson 2011，第495–496頁; Meredith 2010，第517頁.
231. ↑  Sampson 2011，第507–511頁.
232. ↑  Sampson 2011，第508頁
233. ↑  Sampson 2011，第511, 534頁; Meredith 2010，第528頁.
234. ↑  Sampson 2011，第520, 522–523頁; Meredith 2010，第523–524頁.
235. ↑  Sampson 2011，第524頁; Meredith 2010，第525–527頁; . BBC Sport. 2003-10-06  [2008-10-28]. （原始内容存档于2013-02-25）.; Carlin, John. . The Daily Telegraph (London). 2007-10-19  [2008-10-28]. （原始内容存档于2013-02-25）.; Sampson 2011，第516頁
236. ↑  Sampson 2011，第491, 496, 524頁; Meredith 2010，第517, 536頁.
237. ↑  Sampson 2011，第528–532頁; Meredith 2010，第527, 551–564頁.
238. ↑  Sampson 2011，第532頁; Meredith 2010，第563頁.
239. ↑  Meredith 2010，第518–520頁.
240. ↑  Sampson 2011，第514–515頁; Meredith 2010，第519頁.
241. ↑  Meredith 2010，第520–521頁; Muthien, Khosa & Magubane 2000，第369–370頁
242. 1 2  Houston & Muthien 2000，第62頁.
243. ↑  Meredith 2010，第521頁; Leatt, Annie; Shung-King, Maylene; and Monson, Jo.  (PDF). Children's Institute.   [2011-05-15]. （原始内容 (PDF)存档于2013-02-26）.
244. ↑  Herbst 2003，第312頁.
245. ↑  . NGO Pulse. 2010-02-10  [2011-11-21]. （原始内容存档于2013-02-26）.
246. ↑   (PDF).   [2012-02-11]. （原始内容 (PDF)存档于2012-03-31）.; . South African Government Online. 1996-03-22  [2013-02-26]. （原始内容存档于2013-02-26）.
247. ↑   (PDF). Commerce.uct.ac.za. 2007-04-25  [2012-12-27]. （原始内容 (PDF)存档于2012-02-03）.
248. 1 2 3  . Cosatu.org.za.   [2012-10-27]. （原始内容存档于2013-02-26）.
249. ↑  Sampson 2011，第561–567頁
250. ↑  Sampson 2011，第555頁.
251. ↑  Sampson 2011，第556–557頁.
252. ↑  Sampson 2011，第558頁.
253. ↑  Sampson 2011，第558–559頁;Thai, Bethuel. . Lesotho News Online. 1998-10-04  [2008-05-26]. （原始内容存档于2013-02-26）.
254. ↑  Sampson 2011，第559頁.
255. ↑  Sampson 2011，第560–561頁.
256. ↑  Sampson 2011，第560頁.
257. ↑  Sampson 2011，第562–563頁.
258. ↑  Sampson 2011，第564頁.
259. ↑  Sampson 2011，第563–564頁; . BBC. 2001-01-31  [2008-05-26]. （原始内容存档于2013-02-25）.
260. ↑  Muthien, Khosa & Magubane 2000，第366頁
261. ↑  Sampson 2011，第534頁; Meredith 2010，第529–530頁.
262. ↑  Sampson 2011，第535頁.
263. ↑  Sampson 2011，第536頁.
264. ↑  Sampson 2011，第537–543頁; Meredith 2010，第568頁.
265. ↑  Sampson 2011，第549–551頁; Meredith 2010，第576頁.
266. ↑  Sampson 2011，第551–552頁.
267. ↑  Sampson 2011，第578頁.
268. ↑  Battersby 2011，第587–588頁; Meredith 2010，第576頁.
269. ↑  Battersby 2011，第588–589頁; Meredith 2010，第576頁.
270. ↑  Battersby 2011，第590–591頁; Meredith 2010，第584–586頁.
271. ↑  . New Straits Times. 2000-08-17. （原始内容存档于2023-04-08） （英语）.
272. ↑  . Business Times. 2000-08-17. （原始内容存档于2023-04-11） （英语）.
273. ↑  Battersby 2011，第598頁; . BBC. 2001-08-15  [2008-05-26]. （原始内容存档于2013-02-25）.
274. ↑  Battersby 2011，第589–590頁.
275. ↑  . Kaisernetwork. 2004-07-15  [2008-10-27]. （原始内容存档于2013-02-25）.
276. ↑  Weir, Keith. . Derechos.org. Reuters. 2003-04-13  [2010-10-03]. （原始内容存档于2013-02-25）.
277. ↑  ByJarrett Murphy CBS 30 January 2003, 1: 34 PM. . Cbsnews.com. 2003-01-30  [2013-12-13]. （原始内容存档于2016-01-15）.
278. ↑  Battersby 2011，第591–592頁; Pienaar, John. . BBC. 2002-09-01  [2008-10-27]. （原始内容存档于2013-02-25）.; Cornwell, Rupert. . The Independent (London). 2003-01-31  [2008-10-27]. （原始内容存档于2013-05-02）.;Fenton, Tom. . CBS. 2003-01-30  [2008-05-26]. （原始内容存档于2013-02-25）.
279. ↑  Battersby 2011，第593頁.
280. ↑  Battersby 2011，第598頁; Meredith 2010，第593頁; . SouthAfrica.info. 2004-06-02  [2008-05-26]. （原始内容存档于2013-02-25）.
281. ↑  Battersby 2011，第598頁.
282. 1 2  Keyes, Allison. . NPR. 2005-05-17. （原始内容存档于2013-06-26）.
283. 1 2  Hennessey, Kathleen. . Los Angeles Times. 2013-06-25. （原始内容存档于2013-06-26）.
284. ↑  Battersby 2011，第594頁.
285. ↑  Battersby 2011，第600頁; . MSNBC. Associated Press. 2007-07-20  [2008-05-26]. （原始内容存档于2013-02-25）.; . SAinfo. 2007-07-19  [2008-10-27]. （原始内容存档于2013-02-25）.
286. 1 2  . Fox News Channel. 2008-07-18  [2008-10-27]. （原始内容存档于2013-02-25）.
287. ↑  Bingham, John. . The Independent (London). 2008-05-06  [2008-10-27]. （原始内容存档于2013-02-25）.
288. ↑  Battersby 2011，第594–597頁; Meredith 2010，第598頁.
289. ↑  . 11 May 2004 (7 March 2015). BBC News.   [2015-03-24]. （原始内容存档于2016-03-16）.
290. ↑  "Blatter presents Mandela with a special FIFA World Cup Trophy" （页面存档备份，存于）. FIFA.com. Retrieved 2013-12-05
291. ↑  Battersby 2011，第600頁; Batty, David. . The Guardian (London). 2010-07-11  [2015-03-24]. （原始内容存档于2013-02-25）.
292. ↑  "Nelson Mandela, South Africa's anti-apartheid icon, dies aged 95" （页面存档备份，存于） The Telegraph. Retrieved 2013-12-06
293. ↑  Polgreen, Lydia. . New York Times. 2013-05-24  [2015-03-24]. （原始内容存档于2019-05-04）.
294. ↑  David Smith in Johannesburg. . London: The Guardian. 2013-07-03  [2013-07-05]. （原始内容存档于2013-07-09）.
295. ↑  Moreton, Cole. . London: Telegraph. 2013-07-02  [2013-07-05]. （原始内容存档于2016-01-27）.
296. ↑  4 July 2013 at By Henriette Geldenhuys. . IOL.co.za.   [2013-07-05]. （原始内容存档于2020-03-03）.
297. ↑  Battersby 2011，第607頁; . News 24. 2011-01-18  [2011-01-30]. （原始内容存档于2013-02-25）.
298. ↑  Jon Gambrell. . The Huffington Post. Associated Press. 2012-12-11  [2012-12-11]. （原始内容存档于2013-02-25）.; . The New York Times. 2012-12-15  [2012-12-15]. （原始内容存档于2013-02-25）.
299. ↑  . Ctvnews.ca. 2013-03-28  [2013-06-10]. （原始内容存档于2016-04-19）.
300. ↑  . London: The Telegraph. 2013-04-06  [2013-04-06]. （原始内容存档于2020-07-25）.
301. 1 2  . CNN. 2013-06-08  [2013-06-08]. （原始内容存档于2020-12-14）.
302. ↑  . Sky News.   [2013-06-23]. （原始内容存档于2013-06-25）.
303. ↑  Karimi, Faith; Norgaard, Kim. . CNN. 2013-06-23  [2013-06-23]. （原始内容存档于2020-12-14）.
304. ↑  . Al Jazeera. 2013-06-23  [2013-06-23]. （原始内容存档于2020-07-25）.
305. ↑  Associated Press. . The Washington Post.   [2013-06-24]. （原始内容存档于2013-06-24）.
306. ↑  AFP 2. . London: Telegraph.co.uk. 2013-06-26  [2013-07-05]. （原始内容存档于2016-01-27）.
307. ↑  . ABC News.   [2013-06-26]. （原始内容存档于2013-06-27）.
308. ↑  . www.sinchew.com.my.   [2021-02-15]. （原始内容存档于2021-08-02）.
309. ↑  . 光明日报.   [2021-02-15]. （原始内容存档于2021-08-02） （中文（臺灣））.
310. ↑  . CNN. 2013-09-01  [2013-09-01]. （原始内容存档于2016-03-04）.
311. ↑  . Al Jazeera. 2013-09-01  [2013-09-01]. （原始内容存档于2016-03-04）.
312. ↑  . Apple Daily 蘋果日報.   [2013-12-06]. （原始内容存档于2017-02-17）.
313. ↑  Meredith 2010，第571–573頁; Sampson, Anthony. . The Observer (London). 2003-07-06  [2008-05-26]. （原始内容存档于2013-02-26）.; . Peninsula Peace and Justice Center. 2005-01-09  [2008-05-26]. （原始内容存档于2013-02-26）.; Quist-Arcton, Ofeibea. . AllAfrica. 2003-07-19  [2008-05-26]. （原始内容存档于2013-02-26）.
314. ↑  Sampson 2011，第510, 565–68頁; Meredith 2010，第573頁.
315. ↑  Sampson 2011，第510頁; Meredith 2010，第544–547頁.
316. ↑  网易. . 2010worldcup.163.com. 2010-06-12  [2010-07-02]. （原始内容存档于2020-07-25）.
317. ↑  . The Guardian. London, U.K. 2012-07-03  [2025-05-19] （英语）.
318. ↑  . Ministry of Home Affairs.   [2021-08-10]. （原始内容存档于2021-08-10）.
319. ↑  Google熱搜 曼德拉全球第一 謝金燕台北第一 （页面存档备份，存于）中央社，2013年12月18日
320. ↑  .   [2010-07-02]. （原始内容存档于2011-07-21）.
321. ↑  新京报：永远的大力神 永远的曼德拉 （页面存档备份，存于），此文有误，古力特于1987年获得金球奖，并非文中所说84以及其他所称的90年。
322. 1 2  网易. . 2010worldcup.163.com. 2010-06-12  [2010-07-02]. （原始内容存档于2020-09-27）.
323. ↑  . 中国日报. 2014-07-18  [2014-07-19]. （原始内容存档于2014-07-22）.
324. ↑  .   [2013-12-08]. （原始内容存档于2013-12-13）.
325. ↑  .   [2013-12-06]. （原始内容存档于2013-12-06）.
326. ↑  .   [2011-10-31]. （原始内容存档于2010-12-29）.

### 來源
- Barber, James. . Athens, OH: Ohio University Press. 2004. ISBN 978-0-8214-1566-5.
- Barnard, Rita. . Rita Barnard  (编). . Cambridge: Cambridge University Press. 2014: 1–26. ISBN 978-1-107-01311-7.
- Battersby, John. . Anthony Sampson  (编). . London: HarperCollins. 2011: 587–610. ISBN 978-0-00-743797-9.
- Benneyworth, Garth. . South African Historical Journal. 2011, 63 (1): 78–101. ISSN 0258-2473. doi:10.1080/02582473.2011.549375.
- Benson, Mary. . Harmondsworth: Penguin Books. 1986. ISBN 978-0-14-008941-7.
- Boehmer, Elleke. . Parallax. 2005, 11 (4): 46–55. doi:10.1080/13534640500331666.
- Boehmer, Elleke. . Oxford: Oxford University Press. 2008. ISBN 978-0-19-280301-6.
- Bromley, Roger. . Altre Modernità. 2014, (12): 40–58.
- Broun, Kenneth S. . Oxford: Oxford University Press. 2012. ISBN 978-0-19-974022-2.
- Ellis, Stephen. . Journal of Southern African Studies. 2011, 37 (4): 657–676. doi:10.1080/03057070.2011.592659. hdl:2263/19620.
- Ellis, Stephen. . Cold War History. 2016, 16 (1): 1–18. doi:10.1080/14682745.2015.1078315.
- Forster, Dion. . Studia Historiae Ecclesiasticae. 2014, 40: 87–115.
- Freund, Bill. . African Political Economy. 2014, 41 (140): 292–296. doi:10.1080/03056244.2014.883111.
- Glad, Betty; Blanton, Robert. . Presidential Studies Quarterly. 1997, 27 (3): 565–590. JSTOR 27551769.
- Guiloineau, Jean; Rowe, Joseph. . Berkeley: North Atlantic Books. 2002: 9–26. ISBN 978-1-55643-417-4.
- Herbst, Jeffrey. . Theodore K. Rabb; Ezra N. Suleiman  (编). . London: Routledge. 2003: 206–224. ISBN 978-0-415-93381-0.
- Houston, Gregory; Muthien, Yvonne. . Yvonne Muthien; Meshack Khosa; Bernard Magubane  (编). . Pretoria: Human Sciences Research Council Press. 2000: 37–68. ISBN 978-0-7969-1970-0.
- Hutton, Barbara. . Bellville: Pearson South Africa. 1994. ISBN 978-0-86877-417-6.
- Kalumba, Kibujjo M. . Journal of Social Philosophy. 1995, 26 (3): 161–171. doi:10.1111/j.1467-9833.1995.tb00092.x.
- Lodge, Tom. . Oxford: Oxford University Press. 2006. ISBN 978-0-19-921935-3.
- Lukhele, Francis. . Canadian Journal of African Studies. 2012, 46 (2): 289–301. doi:10.1080/00083968.2012.702088.
- Mafela, Munzhedzi James. . Anna Haebich; Frances Peters-Little; Peter Read  (编). . Sydney: Humanities Research Centre, Australian National University. 2008: 99–107  [2013-06-15]. （原始内容存档于2013-07-24）.
- Mandela, Nelson. . Little, Brown and Company. 1994. ISBN 978-0-7540-8723-6.
- Mandela, Nelson.  large print. London: BBC AudioBooks and Time Warner Books Ltd. 2004 [1994]. ISBN 978-0-7540-8724-3.
- Mangcu, Xolela. . Transition. 2013, 112 (112): 101–116. doi:10.2979/transition.112.101.
- Meer, Fatima. . London: Hamish Hamilton. 1988. ISBN 978-0-241-12787-2.
- Meredith, Martin. . New York: PublicAffairs. 2010. ISBN 978-1-58648-832-1.
- Muthien, Yvonne; Khosa, Meshack; Magubane, Bernard. . Yvonne Muthien; Meshack Khosa; Bernard Magubane  (编). . Pretoria: Human Sciences Research Council Press. 2000: 361–374. ISBN 978-0-7969-1970-0.
- Ndlovu-Gatsheni, Sabelo J. . Third World Quarterly. 2014, 35 (6): 905–921. doi:10.1080/01436597.2014.907703.
- Oppenheim, Claire E. . Religions. 2012, 3 (2): 369–388. doi:10.3390/rel3020369.
- Soudien, Crain. . Journal of Southern African Studies. 2015, 41 (2): 353–366. doi:10.1080/03057070.2015.1012915.
- Suttner, Raymond. . African Historical Review. 2007, 39 (2): 107–130. doi:10.1080/17532520701786202.
- Suttner, Raymond. . African Identities. 2014, 12 (3–4): 342–356. doi:10.1080/14725843.2015.1009623.
- Suttner, Raymond. . Journal of Asian and African Studies. 2016, 51 (1): 17–31. doi:10.1177/0021909614541973.
- Nelson, Steven. . Transition. 2014, 116 (116): 130–142. doi:10.2979/transition.116.130.
- Read, James H. . Journal of Power. 2010, 3 (3): 317–339. doi:10.1080/17540291.2010.524792.
- Sampson, Anthony. . London: HarperCollins. 2011 [1999]. ISBN 978-0-00-743797-9.
- Smith, David James. . London: Weidenfeld & Nicolson. 2010. ISBN 978-0-297-85524-8.
- Tomaselli, Keyan; Tomaselli, Ruth. . Safundi: The Journal of South African and American Studies. 2003, 4 (2): 1–10. doi:10.1080/17533170300404204.

## 延伸閱讀
- Aikman, David. . Lexington Books. 2003. ISBN 0-7391-0438-1.
- Mandela, Nelson. . Paul Duncan (abridgement and picture editing). Boston: Little, Brown and Company. 1996. ISBN 0-316-88020-5.

- . Penguin Books. 2005. ISBN 0-14-302495-7.
- Desmond Tutu ; edited by John Allen. . Doubleday. 1996. ISBN 978-0-385-48374-2.
- Benson, Mary. . 1986.
- Bezdrob, Anne Marie du Preez. . Samoja Books. 2006. ISBN 0-620-36570-6.
- Denenberg, Barry. . 2005.
- Hoobler, Dorothy; Hoobler, Thomas. . New York: Franklin Watts. 1992. ISBN 978-0-531-15245-4.
- Juckes, Tim. . Westport, Connecticut: Praeger Publishers. 1995.
- Mandela, Nelson. . Little, Brown and Company. 1995. ISBN 0-316-54818-9.
- Meredith, Martin. . 1998.
- Anthony Sampson. . New York: Vintage Books. 1999. ISBN 0-679-78178-1.
- Smith, Charlene. . 2013.
- Richard Stengel. . Crown Publishing Group. 2009. ISBN 978-0-307-46068-4.
- Villa-Vicencio, Charles. . Berkeley, California: University of California Press. 1996.

## 外部連結
- 納爾遜·曼德拉－Nobelprize.org 的傳記（页面存档备份，存于）
- 納爾遜·曼德拉基金會
- 時代一百簡介（页面存档备份，存于）
- 凤凰卫视专题纪录片：
  - 《皇牌大放送》：旷野自由雄师 追忆曼德拉（页面存档备份，存于）
  - 《凤凰大视野》：自由战士曼德拉（页面存档备份，存于）
- Nelson Mandela Centre of Memory（页面存档备份，存于）
- Nelson Mandela Children's Fund（页面存档备份，存于）
- Nelson Mandela Foundation
- Mandela Rhodes Foundation（页面存档备份，存于）
- The Elders（页面存档备份，存于）
- Nelson Mandela Museum（页面存档备份，存于）
- Nelson Mandela Day
- WorldCat 聯合目錄中纳尔逊·曼德拉的著作或與之相關的著作
- 中的“纳尔逊·曼德拉”
- 纳尔逊·曼德拉在互联网电影资料库（IMDb）上的資料（英文）

| 官衔                            | 官衔                    | 官衔               |
| ------------------------------- | ----------------------- | ------------------ |
| 前任： 弗雷德里克·威廉·戴克拉克 | 南非总统 1994年至1999年 | 繼任： 塔博·姆贝基 |